# Ulysses S. Grant
|  | Per a altres significats, vegeu «Ulysses Simpson Grant IV». |

Ulysses S. Grant   (Point Pleasant, 27 d'abril de 1822 - Wilton, 23 de juliol de 1885), nascut  Hiram Ulysses Grant, fou el 18è President dels Estats Units (1869-1877). Com a Comandant en Cap (1864-1869), Grant va treballar al costat del president Abraham Lincoln per liderar l'Exèrcit de la Unió cap a la victòria sobre la Confederació en la Guerra Civil dels Estats Units. Va implementar el que es coneix com la reconstrucció radical, sovint en desacord amb el successor de Lincoln, Andrew Johnson. Escollit president dues vegades, Grant va liderar el Partit Republicà promovent l'eliminació de qualsevol rastre d'esclavitud i de nacionalisme confederat, protegint la ciutadania Afroamericana i impulsant la prosperitat econòmica arreu del país. La seva presidència sovint s'ha criticat per protegir a col·legues corruptes i, en el seu segon mandat, per portar els Estats Units cap a una greu depressió econòmica.
Grant es va graduar el 1843 de l'Acadèmia Militar dels Estats Units a West Point, va servir a la Guerra Mexicana-Americana i es va retirar inicialment el 1854. Durant la seva vida com a civil va passar dificultats econòmiques. Quan va començar la Guerra Civil el 1861, es va reincorporar a l'Exèrcit dels Estats Units. El 1862, Grant va prendre el control de Kentucky i d'una gran part de Tennessee, i va liderar les forces de la Unió en la victòria de la batalla de Shiloh, la qual li va fer guanyar-se la reputació de comandant agressiu. Va incorporar esclaus afroamericans desplaçats al bàndol de la Unió. El juliol de 1863, després d'una sèrie de batalles coordinades, Grant va derrotar els exèrcits confederats i va prendre el control de Vicksburg, atorgant a la Unió el control del riu Mississipi i dividint la Confederació en dos. Després de les victòries en la campanya de Chattanooga, al març de 1864 Lincoln va promocionar-lo a tinent general i a Comandant en Cap dels Estats Units. Grant es va enfrontar a Robert E. Lee en una sèrie de batalles sagnants, atrapant l'exèrcit de Lee en la seva defensa de Richmond. Grant va coordinar una sèrie de campanyes devastadores en altres indrets. L'abril de 1865, Lee es va rendir a Grant a Appomattox, posant punt final a la guerra. Els historiadors han aclamat el geni militar de Grant i les seves estratègies apareixen en llibres de text sobre història militar, tot i que una minoria sosté que va guanyar més per força bruta que no pas per una estratègia superior.
Després de la Guerra Civil, Grant va supervisar la Reconstrucció dels antics estats confederats des del capdavant de l'exèrcit. Un cop elegit president el 1868 i reelegit el 1872, Grant va estabilitzar el país durant el turbulent període de la Reconstrucció, va perseguir el Ku Klux Klan, i fent servir l'exèrcit i el Departament de Justícia, va fer complir les lleis de drets civils i de sufragi. Va utilitzar l'exèrcit per construir el Partit Republicà al sud, basant el suport d'aquest partit en votants de raça negra, nouvinguts del nord (carpetbaggers) i seguidors blancs nadius del sud (scalawags). Després de permetre de nou el sufragi a alguns antics estats confederats, els republicans van obtenir majories electorals i això va permetre a ciutadans afroamericans ser escollits al Congrés, així com obtenir alts càrrecs d'estat. En el seu segon mandat, les coalicions republicanes del sud van escindir-se i van ser derrotades una per una pels conservadors blancs coneguts com a redemptors (redeemers), que van recuperar el control fent servir la coacció i la violència. La política de pau amb els nadius americans va reduir inicialment la violència a les fronteres, però la seva política amb els indis és més coneguda per la Gran Guerra Sioux de 1876, on George Custer i el seu regiment van morir en la batalla de Little Bighorn. Al llarg de la seva presidència, Grant va haver d'afrontar càrrecs per corrupció en agències governamentals, inclosa una investigació del Congrés sobre dues secretaries del gabinet.
En política exterior, Grant va pretendre incrementar la influència i el comerç dels Estats Units, mentre es mantenia en pau amb el món. La seva administració va resoldre amb èxit les reclamacions de l'Alabama (vaixell confederat fabricat a Anglaterra que va destruir 65 vaixells de la Unió) amb la Gran Bretanya, donant per acabades les tensions que hi va haver en temps de guerra. Grant va evitar la guerra amb Espanya amb l'incident del Virginius, però el Congrés va rebutjar el seu intent d'annexionar la República Dominicana als Estats Units. En matèria de comerç, l'administració Grant va establir el patró or amb la intenció de reforçar el dòlar. La seva resposta al Pànic de 1873 va donar un cert alleujament financer a les entitats bancàries de Nova York, però no va servir per aturar la depressió econòmica de 5 anys que produir un elevat atur, preus baixos, beneficis reduïts i fallides. Al deixar el càrrec el 1877 es va embarcar en una elogiosa gira mundial durant dos anys.
El 1880, Grant no va poder obtenir la nominació republicana per a un tercer mandat. Afrontant importants revessos en diferents inversions econòmiques i mentre patia un càncer de gola que acabaria amb la seva vida, va completar les seves memòries, que van demostrar ser tot un èxit tant econòmic com de crítica. La seva mort el 1885 va comportar una efusió d'unitat nacional. Les avaluacions dels historiadors sobre la seva presidència eren negatives fins a principis dels anys 80 del segle xx, quan van millorar sensiblement. Els crítics de Grant tenen una opinió negativa d'ell per la seva mala gestió econòmica i pel seu fallit tractat per annexar-se la República Dominicana, mentre que els admiradors posen l'èmfasi en la seva preocupació pels nadius americans i per fer respectar els drets civils i de sufragi.

## Infància i joventut

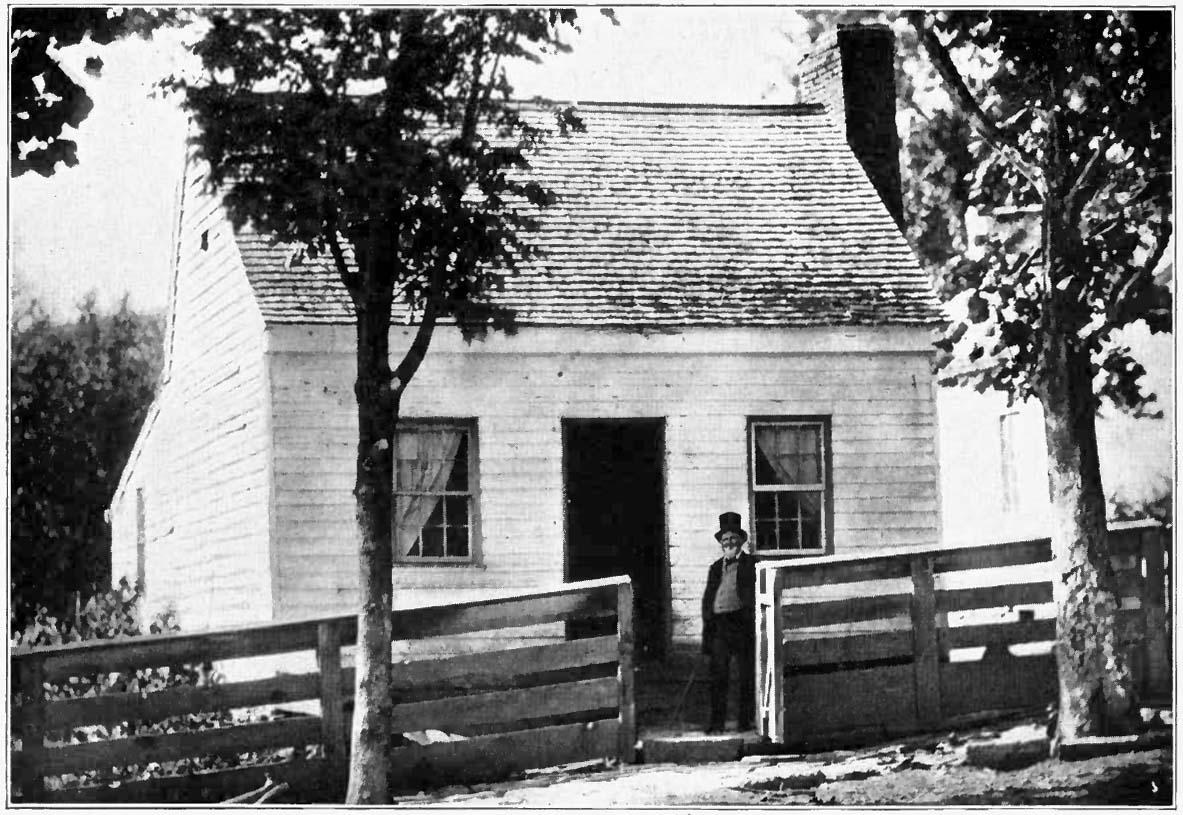
Casa on va néixer Grant a Point Pleasant, Ohio

Hiram Ulysses Grant va néixer a Point Pleasant, Ohio, el 27 d'abril de 1822, fill de Jesse Root Grant, un adober, i Hannah Grant (de soltera Hannah Simpson). Els seus avantpassats Matthew i Priscilla Grant van arribar a bord del Mary and John a la Colònia de la Badia de Massachusetts el 1630. El besavi de Grant va lluitar a la Guerra Franco-Índia, i el seu avi va lluitar en la batalla de Bunker Hill durant la Revolució Americana. El pare de Grant era un simpatitzant el partit Whig, amb sentiments abolicionistes. El 1823, la família es va instal·lar a Georgetown al comtat de Brown, a Ohio, on van néixer cinc germans més: Simpson, Clara, Orvil, Jennie i Mary. De petit, Grant va anar a escoles públiques i de més gran va estudiar a escoles privades. No suportava l'ofici del seu pare, l'adoberia, tot i que va escollir treballar a la granja familiar. A diferència dels seus germans, els seus pares no el van obligar a anar a l'església metodista on ells solien anar; tota la vida va resar en privat i no va adherir-se mai a cap confessió religiosa públicament. Les persones del seu entorn, fins i tot el seu propi fill, pensaven que era agnòstic. Durant la seva adolescència, Grant va desenvolupar una habilitat poc habitual per a treballar amb cavalls i per controlar-los. Normalment, sempre muntava els cavalls més forts i els més complicats de muntar i això va fer que es lesionés més d'una vegada.
Quan Grant tenia 17 anys, el congressista Thomas L. Hamer el va recomanar perquè accedís a l'Acadèmia Militar dels Estats Units a West Point, Nova York. Per error, Hamer el va inscriure com a “Ulysses S. Grant d'Ohio”, i així va passar a ser anomenat. Els seus companys de l'exèrcit a l'acadèmia li deien “Sam”, per les seves inicials US, que coincidien també amb les inicials d'Uncle Sam (oncle Sam). Més tard va recordar: “Una vida militar no tenia cap mena d'encant per a mi”. No es prenia els estudis molt seriosament, però va aconseguir notes superiors a la mitjana en matemàtiques i geologia. No era gaire xerraire i va fer poques amistats, dos dels quals eren Frederick Tracy Dent i Rufus Ingalls. Grant va desenvolupar una reputació com a domador de cavalls i com a genet expert i atrevit, establint un rècord eqüestre de salt d'alçada que es va mantenir gairebé 25 anys. També va estudiar amb l'artista romàntic Robert Walter Weir i va produir 9 obres d'art que encara es conserven. Es va graduar el 1843, ocupant el 21è lloc del rànquing d'una classe de 39 membres. Feliç de deixar l'acadèmia, el seu pla era renunciar a la seva graduació d'oficial després de prestar servei durant un mandat de quatre anys. Malgrat les seves excel·lents habilitats per a cavalcar, no el van assignar a cavalleria (les assignacions es feien en funció del tipus de rang, no de les capacitats), sinó al 4t Regiment d'Infanteria. El van fer intendent del regiment, responsabilitzant-se de les provisions i de l'equipament, amb el rang provisional de subtinent.

## Primers anys de carrera militar i vida personal

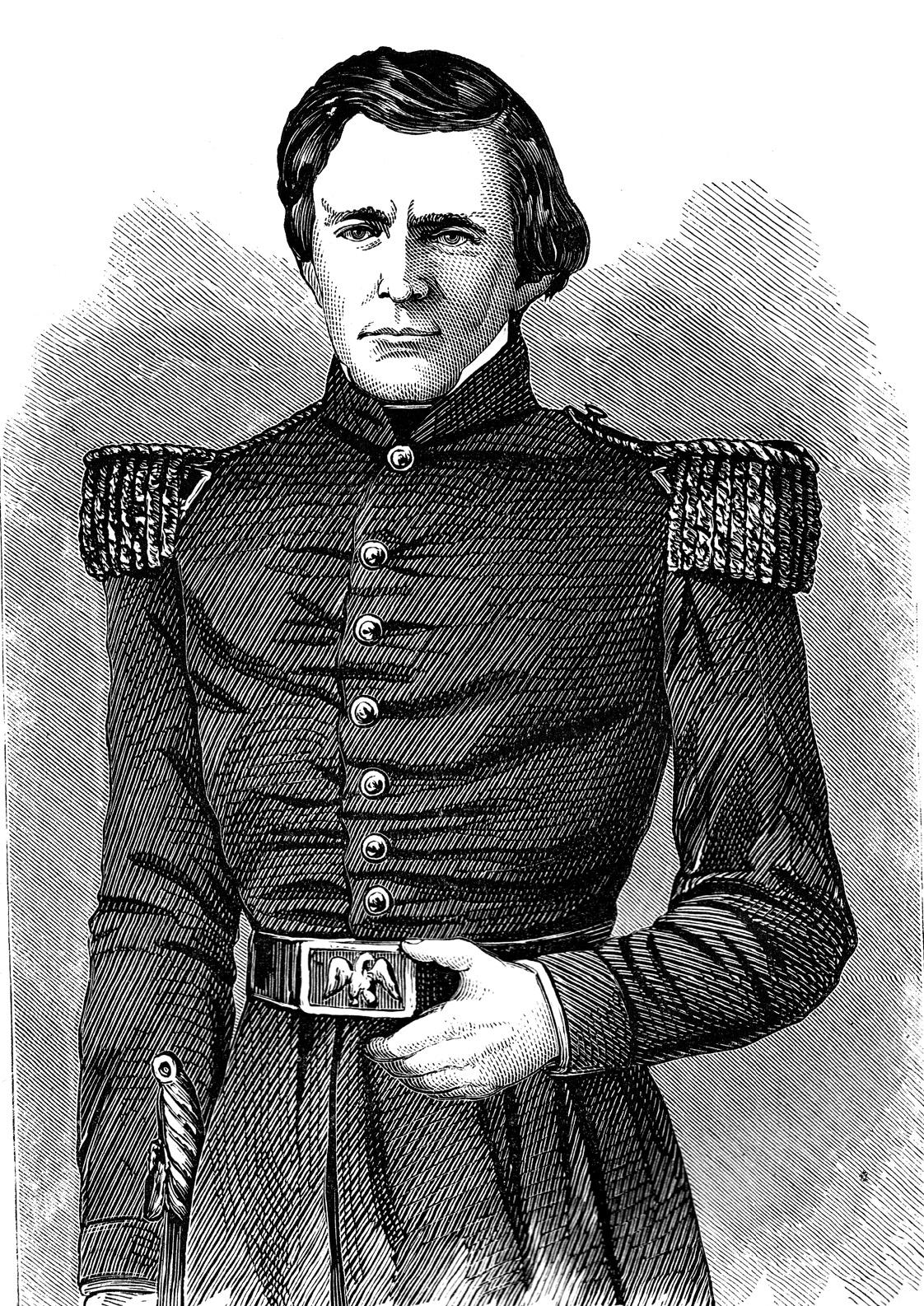
Grant, amb l'uniforme de subtinent el 1843

La primera destinació de Grant després de la seva graduació va ser Jefferson Barracks, un quarter a prop de Saint Louis, Missouri. Era la base militar més gran de l'oest, comandada pel coronel Stephen W. Kearny. Grant se sentia feliç amb el seu nou comandant, però només esperava que acabés el seu servei militar i poder començar una possible carrera com a mestre. Va destinar una part del seu temps a Missouri a visitar la família del seu company de classe a West Point, Frederick Tracy Dent, i es va prometre amb la germana de Dent, Julia, el 1844.
Enmig d'una escalada de tensions amb Mèxic, la unitat de Grant es va desplaçar a Louisiana com a part de l'exèrcit d'observació sota les ordres del general de divisió Zachary Taylor. Quan la Guerra Mexicana-Americana va esclatar el 1846, l'exèrcit va entrar a Mèxic. Tot i que era intendent, Grant va liderar una càrrega de cavalleria a la Batalla de Resaca de la Palma. A la Batalla de Monterrey va demostrar les seves habilitats eqüestres oferint-se voluntari per transportar un despatx per uns carrers on s'hi havien col·locat de forma alineada diferents franctiradors, galopant penjat d'un costat del cavall, posant l'animal com a escut entre ell i l'enemic. El president James K. Polk, recelós per la creixent popularitat de Taylor, va dividir les seves forces enviant part de la seva tropa (entre les quals la unitat de Grant) a formar un nou exèrcit sota les ordres del general de brigada Winfield Scott. L'exèrcit de Scott va desembarcar a Veracruz i va avançar cap a Ciutat de Mèxic, fins que als afores de la ciutat es va topar amb les forces mexicanes en les batalles de Molino del Rey i Chapultepec. Grant era intendent, i com tal s'encarregava de les provisions i no li corresponia entrar en combat, però com que desitjava fer-ho, al final li van deixar formar part de missions perilloses. A Chapultepec, uns homes sota la direcció de Grant van arrossegar un canó obús desmuntat fins a l'agulla d'un campanar d'una església, el van muntar de nou, i van bombardejar una tropa mexicana que es trobaven a prop. La seva valentia i la seva iniciativa li van comportar promocions provisionals i va exercir temporalment de capità mentre tenia el rang de tinent. Finalment, l'exèrcit de Scott va entrar a la ciutat i els mexicans al cap de poc van acceptar el tractat de pau.
Durant aquesta guerra, Grant va estudiar les tàctiques i les estratègies de Scott i d'altres, sovint anticipant-se als seus moviments amb anterioritat. En les seves memòries, va escriure que així és com va adquirir lideratge militar i, en perspectiva, identificava el seu estil de lideratge amb el de Taylor. Malgrat tot, ell creia que la guerra amb Mèxic era injusta i que els guanys territorials de la guerra van ser pensats per expandir l'esclavitud. Grant va afirmar el 1883 que es va oposar durament a la guerra i que aquesta va resultar ser “una de les més injustes dutes a terme per una nació més forta sobre una de més feble”. Ell opinava que la Guerra Civil era un càstig infligit al país per la seva agressió a Mèxic.
El servei obligatori de Grant es va acabar durant la guerra, però va optar per continuar com a soldat. Quatre anys després d'allistar-se, es va casar amb la Julia el 22 d'agost de 1848. Van tenir quatre fills: Frederick, Ulysses Jr. (“Buck”), Ellen (“Nellie”) i Jesse. La primera destinació de Grant després de la guerra els va portar a ell i a la Julia a Detroit i després a Sackets Harbor, Nova York. Una nova destinació, el 1852, el va portar a l'oest, al Fort Vancouver, al Territori d'Oregon. La Julia, que estava embarassada de vuit mesos de l'Ulysses Jr., no el va acompanyar. En un viatge, mentre creuava Panamà per terra, un brot de còlera entre els seus companys de viatge va causar 150 víctimes i Grant va improvisar una solució per al transport i unes instal·lacions hospitalàries per atendre els malalts. Va desembarcar a San Francisco quan la febre de l'or de Califòrnia es trobava al seu màxim exponent.
Durant l'etapa de Grant al nord de la costa oest va tenir lloc la Guerra Cayuse. L'exèrcit estava allà instal·lat per mantenir la pau entre colons i indis. Per complementar el sou de militar, que era inadequat per a mantenir la seva família, Grant va intentar, sense sort, invertir en diferents negocis, confirmant el parer de Jesse Grant que el seu fill no tenia cap per als negocis. Se sentia infeliç per haver-se separat de la seva família i circulaven rumors que estava bevent massa. De forma majoritària, els historiadors coincideixen que l'alcoholisme de Grant va ser un fet, encara que fos fora de servei i que no hi hagués testimonis que ho corroboressin.
Ascendit a capità l'estiu de 1853, a Grant li van assignar la direcció del 4t d'Infanteria de la Companyia F a Fort Humboldt, a Califòrnia. L'oficial al càrrec a Fort Humboldt, el tinent coronel Robert C. Buchanan, va rebre informes que Grant havia assolit l'estat d'embriaguesa fora de servei. En lloc de fer-li d'entrada un consell de guerra, Buchanan li va donar a Grant un ultimàtum forçant-lo a dimitir. I ho va fer. El 31 de juliol de 1854 va fer efectiva la seva dimissió i va tornar a St. Louis sense donar explicacions. El Departament de la Guerra va citar al seu registre que no hi havia “res a declarar contra el seu bon nom”. Després de la retirada de Grant, els rumors sobre el seu alcoholisme van persistir a l'exèrcit regular. Anys després, ell va dir que “el vici de la beguda no va tenir res a veure amb la meva decisió de dimitir”.

## Les dificultats a la vida civil

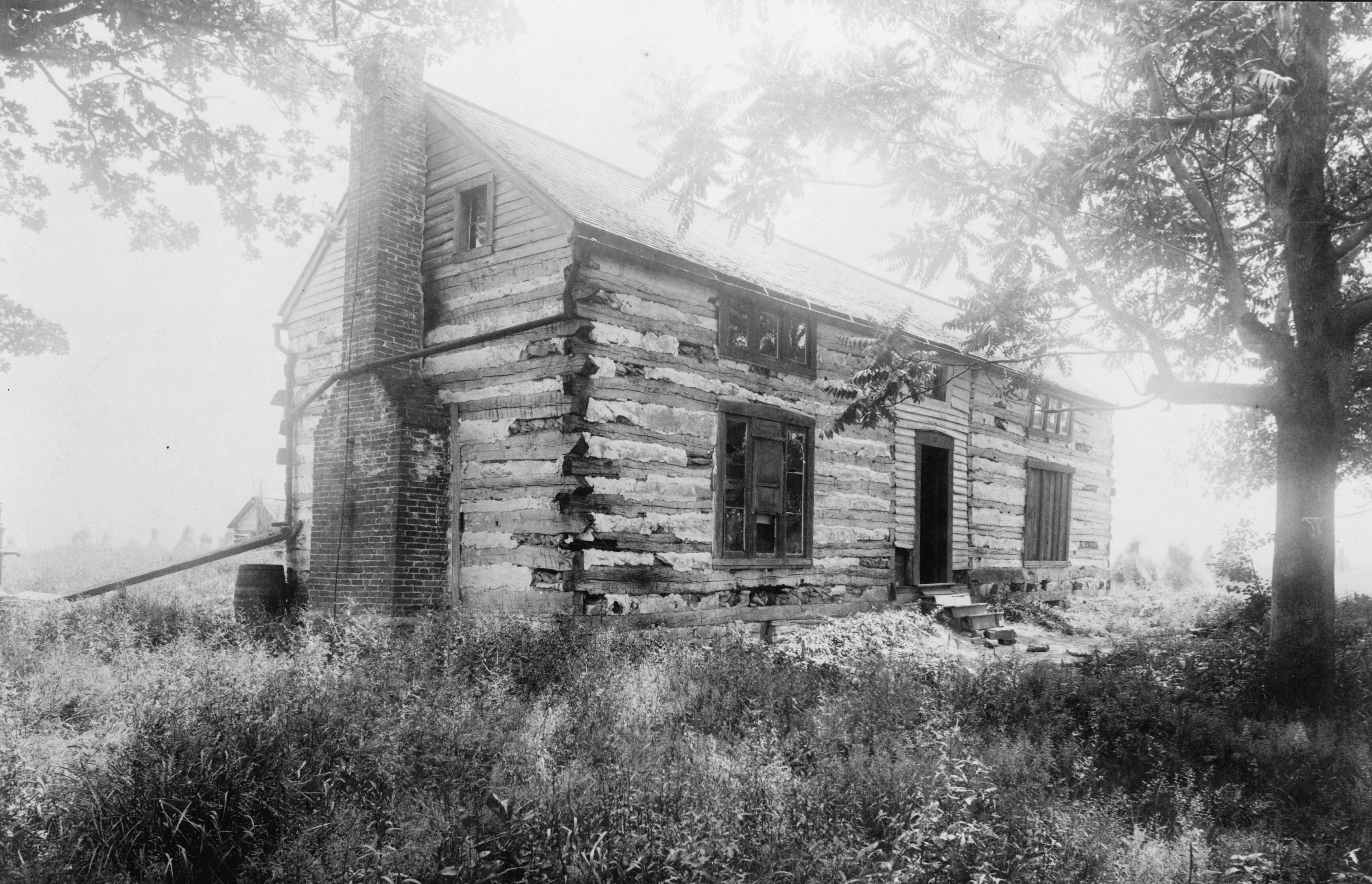
La casa que Grant va construir a Missouri, que va anomenar "Hardscrabble"

Als 32 anys, amb cap vocació com a civil, Grant va passar set anys sense un rumb clar i amb dificultats econòmiques. El seu pare, de bon principi, li va oferir un lloc a una sucursal del negoci d'adoberia i de pells de la seva família a Galena, Illinois, amb la condició que la Julia i els nens s'estiguessin amb els pares d'ella a Missouri o amb els d'ell a Kentucky. El matrimoni es va oposar a una nova separació i van declinar l'oferta. El 1855 Grant va passar a fer de granger a la propietat del seu cunyat prop de St. Louis, fent servir uns esclaus que eren propietat del seu sogre. La granja no era rendible i per guanyar diners venia llenya a les cantonades dels carrers de St. Louis. L'any següent, els Grant es van instal·lar a un terreny de la granja del pare de la Julia i van construir una casa que Grant va anomenar “Hardscrabble”. La Julia odiava aquesta casa rústica, que ella descrivia com “una cabana poc atractiva”. El 1857 Grant va comprar un esclau al seu sogre, un home de 35 anys anomenat William Jones. El Pànic de 1857 va ser demolidor pels grangers, incloent-hi Grant, que es va veure forçat a llogar Hardscrabble l'any següent.
No havent tingut èxit amb cap cultiu, els Grant van deixar la granja quan el seu quart i últim fill va néixer el 1858. Grant va alliberar el seu esclau el 1859 en lloc de vendre’l, tot i que necessitava diners de mala manera i que era un moment en què els esclaus es venien a un preu alt. Pel següent any, la família es va instal·lar en una caseta a St. Louis on va treballar amb Harry Boggs, cosí de la Julia, com a cobrador de factures, un cop més sense èxit. El 1860, Jesse li va oferir el treball de Galena, aquest cop sense condicions, i Grant el va acceptar. La botiga de pell, “Grant & Perkins”, venia arnesos, cadires de muntar i altres articles de pell i comprava cuir dels grangers a la zona pròspera de Galena. Grant i la família van instal·lar-se aquell any en una casa de lloguer.
Grant no era políticament actiu abans de la Guerra Civil. El seu sogre era un destacat demòcrata de Missouri, que va perjudicar l'intent de Grant d'esdevenir enginyer del comtat el 1859, mentre que el seu pare era un declarat republicà a Galena. A les eleccions de 1856, Grant va votar per primer cop unes eleccions presidencials i ho va fer pel demòcrata James Buchanan, dient després que realment estava votant contra John C. Frémont, el primer candidat republicà, preocupat perquè la posició antiesclavitud de Frémont motivaria els estats del sud cap a la secessió. El 1860, va donar suport al demòcrata Stephen A. Douglas enfront d'Abraham Lincoln, i a Lincoln enfront del demòcrata del sud John C. Breckinridge. Com que li faltaven els requisits de residència a Illinois en aquell moment, no va poder votar.

## Guerra Civil

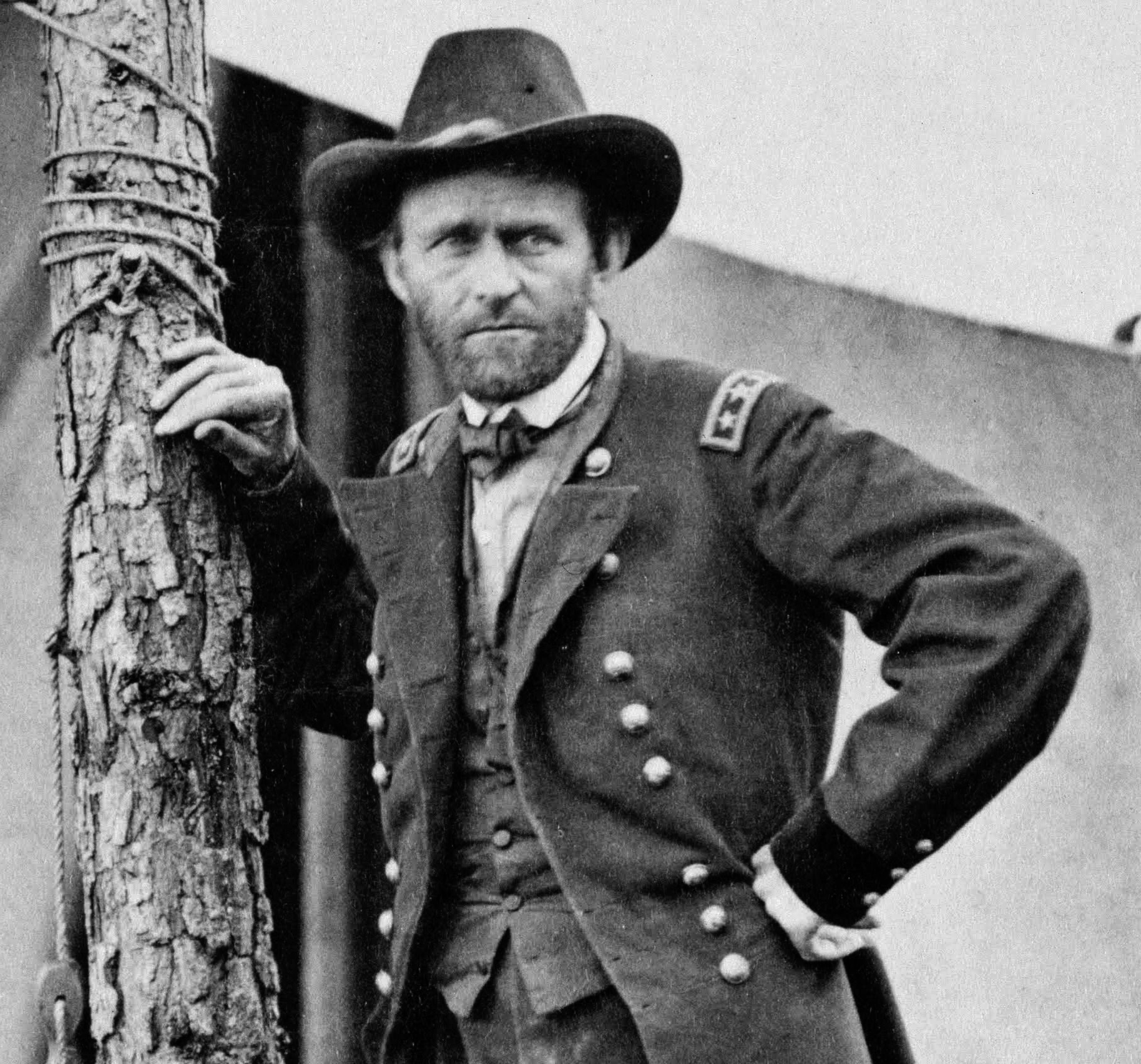
Grant, ja com a comandant en cap, a la batalla de Cold Harbor de 1864

El 12 d'abril de 1861 va començar la Guerra Civil dels Estats Units amb l'atac a Fort Sumter, a Charleston, Carolina del Sud, per part de tropes confederades. Dos dies després, el president Lincoln va demanar 75.000 voluntaris i va tenir lloc un míting a Galena per fomentar el reclutament. Reconegut com a professional militar, Grant va ser cridat a capitanejar l'esforç que venia a continuació. Abans de l'atac a Fort Sumter, Grant no havia reaccionat durament a la secessió del sud. Les notícies de l'atac van causar commoció a Galena i Grant compartia la preocupació cada cop major dels seus veïns pel començament d'una guerra. Després d'escoltar un discurs de l'advocat del seu pare, John Aaron Rawlins, Grant va trobar una energia renovada amb la causa de la Unió. Rawlins després es va convertir en l'ajudant de camp i en amic íntim de Grant durant la guerra. Grant recordava amb satisfacció que després d'aquell primer míting de reclutament a Galena “mai vaig tornar a la nostra botiga de pell”.
Sense cap rang formal a l'exèrcit, Grant va ajudar a reclutar una companyia de voluntaris i va acompanyar el regiment cap a Springfield, la capital de l'estat. Durant aquells dies, Grant ràpidament va percebre que la guerra seria combatuda majoritàriament per voluntaris i no per soldats de carrera. L'aleshores governador d'Illinois, Richard Yates, li va oferir a Grant un càrrec en el reclutament i l'entrenament de les unitats de voluntaris, el qual ell va acceptar, però seguia demanant una destinació de camp en l'exèrcit regular. Va fer grans esforços a través de contactes (incloent el general de divisió George B. McClellan) per aconseguir aquesta posició. McClellan va rebutjar reunir-se amb ell, recordant la reputació de Grant amb l'alcohol de quan estava destinat a Califòrnia. Mentrestant, va continuar servint als camps d'entrenament i va donar una impressió positiva als reclutes voluntaris de la Unió.
Amb l'ajuda del seu advocat a Washington, el congressista d'Illinois Elihu B. Washburne, Grant va ser formalment ascendit a coronel el 14 de juny de 1861 i el van posar al càrrec de l'indisciplinat 21è Regiment d'Infanteria de Voluntaris d'Illinois. En una ocasió, per restaurar la disciplina, Grant va lligar i emmordassar en una estaca un busca-raons per provocar desordre i anar begut. Transferit al nord de Missouri, Grant va ser ascendit per Lincoln a general de brigada, amb efectes retroactius des del 17 de maig de 1861, un cop més amb el suport de Washburne. Convençut que Grant era un general “de tossuda perseverança” i “voluntat de ferro”, el general de brigada John C. Frémont va assignar a Grant el comandament d'una tropa prop de Cairo, Illinois, a finals d'agost de 1861. Sota l'autoritat de Frémont, Grant va avançar cap a Paducah i va prendre la ciutat sense haver de lluitar.

### Belmont, Fort Henry i Fort Donelson

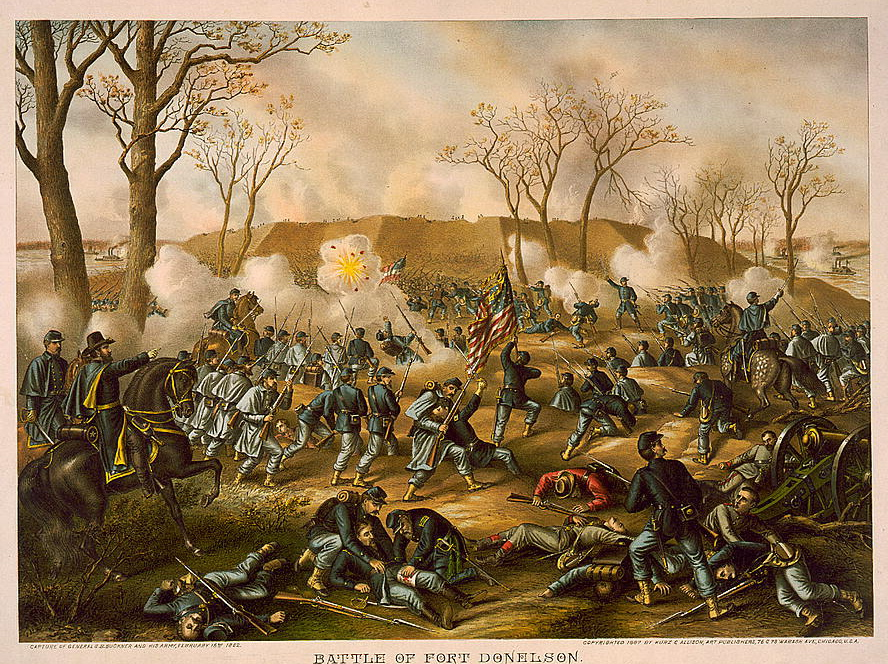
Batalla de Fort Donelson

El 7 de novembre de 1861 Grant i la seva tropa van creuar el Mississipi per atacar soldats confederats acampats a Belmont, Missouri. Van prendre el campament, però els reforços confederats sota el general de brigada Gideon J. Pillow van forçar una retirada a Cairo. Va ser una derrota tàctica, però no obstant la batalla va donar confiança i experiència a Grant i els seus voluntaris. Després de Belmont, Grant va demanar permís al seu nou comandant Henry Halleck (Lincoln havia rellevat Frémont del comandament) per moure’s cap a Fort Henry, a Tennessee, perquè així podrien obrir el riu Tennessee a les llanxes canoneres de la Unió. Halleck va estar-hi d'acord amb la condició que l'atac es fes coordinadament amb l'oficial superior de la marina Andrew H. Foote. La tropa de Grant, amb estreta cooperació amb les forces navals de Foote, van capturar Fort Henry el 6 de febrer de 1862.
Envalentit per la crida de Lincoln a un avenç general de totes les tropes de la Unió, Grant va ordenar un assalt immediat (aquest cop sense el permís de Halleck) al Fort Donelson, que es trobava a prop, i que dominava el riu Cumberland. El 15 de febrer, Grant i Foote van trobar una resistència rígida i compacta de les forces confederades de Pillow. Reforçat amb una tropa de 10.000 homes, l'exèrcit de Grant sumava un total de 25.000 homes enfront de 12.000 confederats. La primera aproximació de Foote va ser repel·lida i els confederats van intentar una evasiva, forçant el flanc dret de Grant cap a una retirada desorganitzada. Grant va reunir la seva tropa, va reprendre l'ofensiva, va recuperar el flanc dret de la Unió, i va atacar l'esquerra de Pillow. Pillow va ordenar a la tropa confederada que es retirés a l'interior del fort i va cedir el comandament al general de brigada Simon Bolivar Buckner, el qual l'endemà va accedir a la demanda de Grant de “rendició immediata i sense condicions”. Lincoln va ascendir Grant a general de divisió de voluntaris, mentre la premsa del nord el tractava com un heroi. Jugant amb les seves inicials, l'anomenaven Rendició Sense Condicions Grant (“Unconditional Surrender Grant”, en anglès).

### Shiloh i les seves conseqüències

La Batalla de Shiloh

Acampat a la vora esquerra del riu Tennessee, l'Exèrcit de Tennessee de Grant, ara format per una tropa de 45.000 homes, es preparava per atacar un exèrcit confederat aproximadament de les mateixes forces a Corinth, Mississipi, on hi havia un enllaç de vies de tren de vital interès estratègic. Els confederats, liderats pels generals Albert Sidney Johnston i P. G. T. Beauregard, van donar el primer cop el 6 d'abril de 1862, atacant cinc divisions de l'exèrcit de Grant que dormien al ras en una esplanada anomenada Pittsburg Landing, prop de l'edifici comunitari de Shiloh. La tropa de Grant no estava atrinxerada i va ser agafada per sorpresa, replegant-se just abans de l'escomesa confederada. Al final del dia, els confederats van capturar una divisió de la Unió, però l'exèrcit de Gran era capaç d'aguantar la posició a Pittsburg Landing. El que quedava d'exèrcit de la Unió podria haver estat destruït, però els confederats van aturar-se per esgotament, confusió i una manca de reforços. Grant, reforçat per una tropa de 18.000 homes de refresc de les divisions dels generals de divisió Don Carlos Buell i Lew Wallace, va contraatacar a l'alba de l'endemà. Els del Nord van recuperar el terreny i van forçar els rebels a retirar-se darrere Corinth.
Després de Shiloh, la premsa del Nord va criticar Grant per l'alt nombre de baixes i per un suposat estat d'embriaguesa durant la batalla. Shiloh va ser la batalla més costosa en la història dels Estats Units fins aquell moment, amb unes baixes que pujaven als 23.800 homes. Halleck va arribar a Pittsburg Landing el 9 d'abril i va retirar a Grant el comandament sobre el terreny al procedir a capturar Corinth. Desanimat i decebut, Grant va considerar la possibilitat de renunciar a la seva graduació, però el general de brigada William Tecumseh Sherman, un dels comandants de la seva divisió, va convèncer-lo perquè es quedés. Lincoln va ignorar els crítics de Grant, afirmant: “No puc prescindir d'aquest home; ell lluita”. L'11 de juliol, Halleck, forçat per Washington, va restituir Grant com a comandant de camp de l'Exèrcit de Tennessee. El 19 de setembre, l'exèrcit de Grant va derrotar els confederats a la Batalla d'Iuka, després va defensar amb èxit Corinth, infligint moltes baixes a l'enemic. El 25 d'octubre, Grant va assumir el comandament del Districte de Tennessee. Al novembre, després de la preliminar Proclamació d'Emancipació de Lincoln, Grant va ordenar a les unitats que es trobaven sota el seu comandament, amb el vicari John Eaton al capdavant, que incorporessin esclaus de contraban al bàndol de la Unió, oferint-los roba, un sostre i una paga pels seus serveis.

### Campanya de Vicksburg

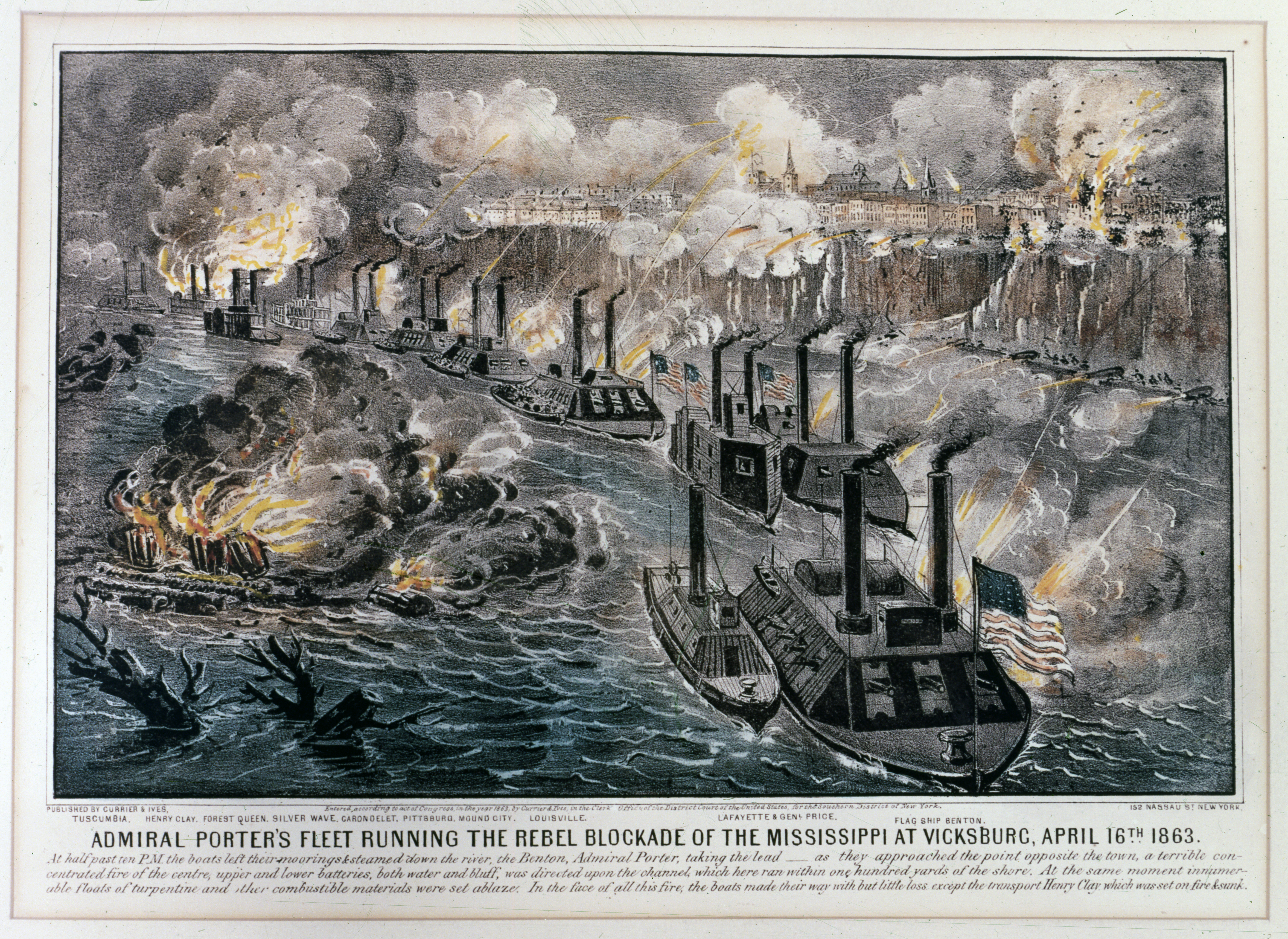
Vicksburg, bombardejada des del Mississipi per l'almirall Porter

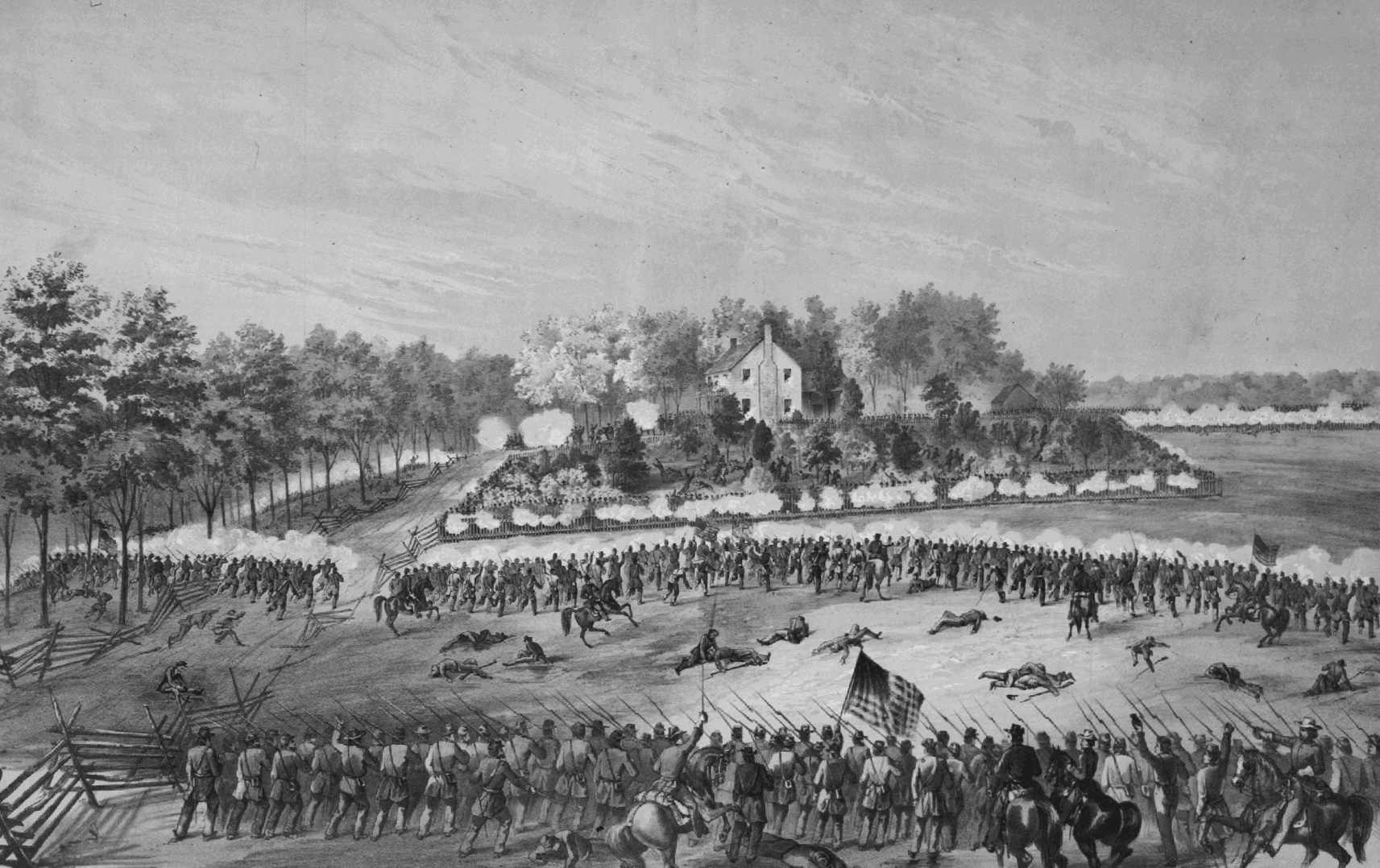
Batalla de Jackson

Situat en un alt marge del riu Mississipi, Vicksburg, a Mississippí, era l'últim gran obstacle perquè la Unió tingués tot el control del riu. Tant Lincoln com Grant van veure en Vicksburg la clau de la victòria a l'Oest i estaven determinats a prendre aquesta plaça forta rebel. Grant es va enfurismar en saber que Lincoln va autoritzar el general de divisió John A. McClernand aixecar un exèrcit separat per aconseguir aquest objectiu. Halleck va ordenar McClernand que marxés cap a Memphis i el va situar sota les ordres de Grant. Grant va planificar atacar Vicksburg per terra des de l'est, mentre Sherman atacaria la fortalesa des del riu Mississippí, però dos atacs de cavalleria confederada, l'11 i el 20 de desembre, van evitar que els dos exèrcits arribessin a connectar. El 29 de desembre, un exèrcit confederat liderat pel tinent general John C. Pemberton va repel·lir l'aproximació directa a Vicksburg de Sherman als pantans de Chickasaw. McClernand va arribar fins on estava l'exèrcit de Sherman, va assumir-ne el comandament, i sense comptar amb Grant va liderar una campanya que va acabar amb la captura de Fort Hindman, que estava en mans confederades.
Des que va reprendre el comandament, en tant que responsable militar, Grant estava preocupat per l'expansió il·lícita del comerç del cotó al seu districte. Ell creia que aquest comerç minava el bàndol de la Unió, enriquia la Confederació i allargava la guerra, mentre els soldats de la Unió morien als camps de batalla. El 17 de desembre va emetre l'Ordre General número 11, expulsant els jueus del districte, afirmant que els comerciants jueus estaven violant les regulacions en matèria de comerç. El 2012, l'historiador Jonathan D. Sarna va afirmar que Grant “va emetre l'ordre antisemita desgraciadament més famosa de la història dels Estats Units”. Les opinions dels historiadors divergeixen en els motius de Grant per emetre l'ordre. Els líders jueus es van queixar a Lincoln mentre la premsa del Nord criticava Grant. Lincoln va demanar que l'ordre fos revocada i va rescindir Grant del seu càrrec durant tres setmanes. Anys més tard, durant la seva presidència, Grant va esmenar el que va fer a la comunitat jueva.
El 29 de gener de 1863, Grant va assumir en persona el comandament absolut i durant els mesos de febrer i març va fer una sèrie d'intents per fer avançar el seu exèrcit a través d'un terreny inundat per evitar l'artilleria de Vicksburg. Aquestes maniobres també van resultar ser ineficients, tot i així, van servir com un bon entrenament pels soldats de la Unió. El 16 d'abril de 1863, Grant va ordenar a les llanxes canoneres del sud de l'almirall David Porter que estaven sota el foc de les bateries de Vicksburg que es reunissin amb la seva tropa, que s'havia desplaçat al sud, sota el costat esquerre del riu Mississippí. Grant va ordenar batalles de diversió, confonent a Pemberton i permetent l'exèrcit de Grant creuar cap a la dreta del Mississippí, desembarcant la tropa a Bruinsburg. Continuant cap a l'est, l'exèrcit de Grant va capturar Port Gibson, Raymond i Jackson, la capital de l'estat i el centre de proveïment per ferrocarril de la Confederació. Avançant el seu exèrcit cap a Vicksburg, Grant va derrotar l'exèrcit de Pemberton a la Batalla de Champion Hill el 16 de maig, forçant Pemberton a retirar-se a Vicksburg. Després que els homes de Grant assaltessin dues vegades les trinxeres de Vicksburg, patint nombroses baixes, es van atrinxerar en un setge que va durar set setmanes. Pemberton va rendir Vicksburg a Grant el 4 de juliol de 1863.
La caiguda de Vicksburg va donar a les forces de la Unió el control sobre el riu Mississippí i va dividir la Confederació en dos. En aquell moment, les simpaties polítiques de Grant coincidien plenament amb la continuació de forma agressiva tant de la guerra com de l'emancipació d'esclaus que defensaven els republicans radicals. Encara que l'èxit de Vicksburg va ser una gran injecció de moral per al bàndol de la Unió, Grant va rebre crítiques per les seves decisions i pel seu suposat alcoholisme. La rivalitat personal entre McClernand i Grant va continuar després de Vicksburg, fins que Grant va retirar McClernand del comandament quan aquest va contravenir Grant publicant una ordre sense el seu permís. Quan el secretari de la Guerra Edwin M. Stanton va suggerir que Grant for traslladat cap a l'est per portar l'Exèrcit del Potomac, Grant va posar-hi pegues, escrivint que ell coneixia millor la geografia i els recursos de l'Oest i que no volia molestar la cadena de comandament de l'Est.

### Chattanooga i ascens

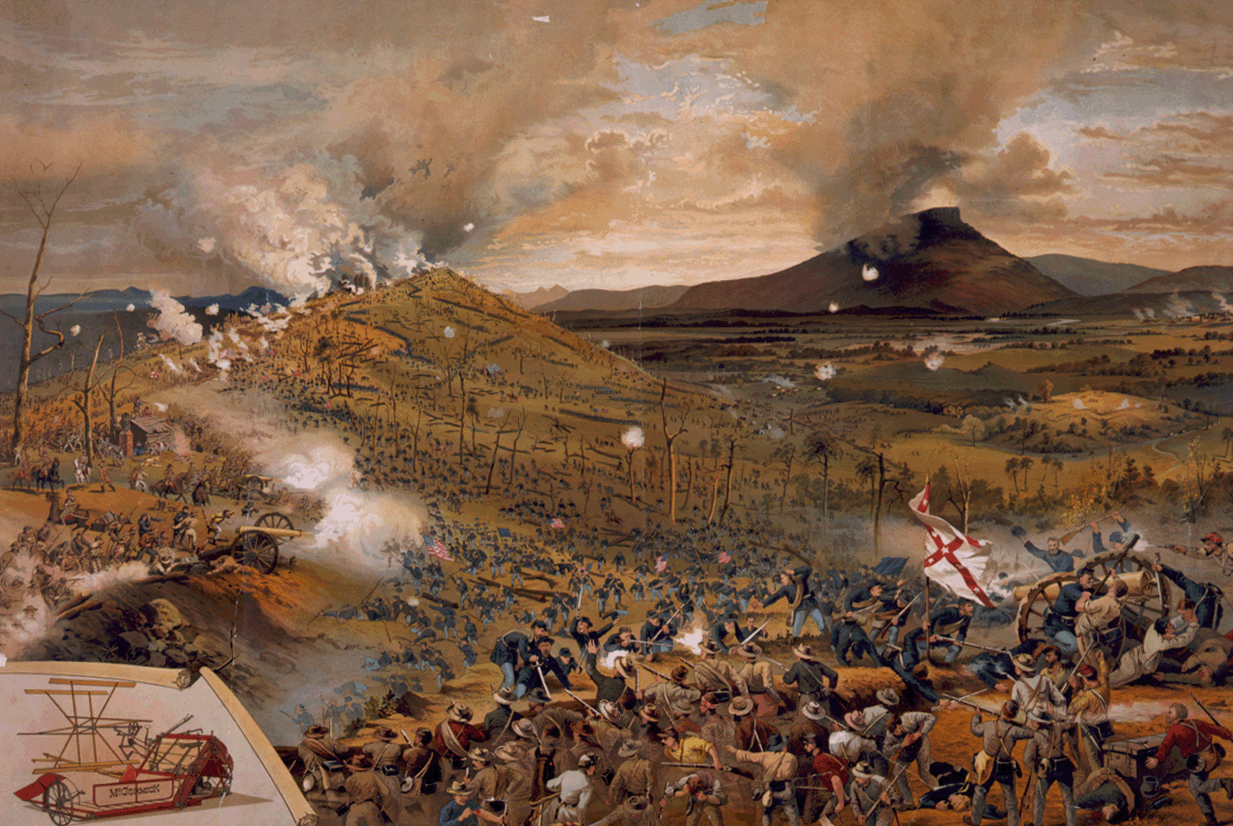
Soldats de la Unió trepant Missionary Ridge i derrotant l'exèrcit confederat

Lincoln va nomenar Grant general de divisió de l'exèrcit regular i li va assignar el comandament de la recentment formada Divisió del Mississippí l'octubre de 1863, que incloïa els exèrcits d'Ohio, Tennessee i Cumberland. Després de la batalla de Chickamauga, l'exèrcit de Cumberland es va retirar a Chattanooga, on va ser atrapat. Quan va ser informat de la situació, Grant va posar el general de divisió George H. Thomas al càrrec de l'exèrcit assetjat. Prenent el comandament, Grant va arribar a Chattanooga a cavall, ideant plans per tornar a proveir la ciutat i trencar el setge. Lincoln també va enviar el general de divisió Joseph Hooker i dues divisions de l'Exèrcit del Potomac de reforç. Les forces de la Unió van capturar Brown's Ferry i van obrir una línia de provisions cap a Bridgeport. El 23 de novembre de 1863, Grant va organitzar tres exèrcits per atacar a Missionary Ridge i Lookout Mountain. Dos dies després, ben d'hora al matí, les forces de Hooker van prendre amb èxit Lookout Mountain. Grant va ordenar a Thomas i l'Exèrcit de Cumberland que avancessin quan l'exèrcit de Sherman va fallar a l'intentar prendre Missionary Ridge des del nord-est. L'exèrcit de Cumberland, liderat pel general de divisió Philip Sheridan i el general de brigada Thomas J. Wood, van carregar muntanya amunt i van capturar les trinxeres confederades al capdamunt del turó, forçant els rebels a una retirada desorganitzada. La batalla decisiva va donar a la Unió el control de Tennessee i va obrir Georgia, la zona central de la Confederació, a la invasió de la Unió.
El 3 de març de 1864 Lincoln va ascendir Grant a tinent general, atorgant-li el comandament de tots els exèrcits de la Unió, sota directa supervisió només del President. Grant va assignar a Sherman la Divisió del Mississippí i va viatjar cap a l'est fins a Washington D.C., reunint-se amb Lincoln per dissenyar una estratègia de guerra total contra la Confederació. Després que la Julia s'instal·lés en una casa a Georgetown, Grant va establir el seu quarter general amb l'Exèrcit del Potomac del general George Meade a Culpeper, Virginia. Va dissenyar una estratègia per coordinar les ofensives de la Unió, atacant els exèrcits rebels al mateix temps per evitar els moviments de reforç dins l'interior de les seves línies. Sherman havia de perseguir l'Exèrcit del Tennessee de Joseph E. Johnston, mentre que Meade havia de liderar l'Exèrcit del Potomac, amb Grant sobre el tereny, per atacar l'Exèrcit de Virgínia del Nord de Robert E. Lee. El general de divisió Benjamin Butler havia d'avançar cap a Richmond des del sud, per sobre del riu James. Si Lee era forçat, com es preveia, a anar cap al sud, Grant uniria forces amb els exèrcits de Butler i estarien subministrats de proveïments des del James. El general de divisió Franz Sigel havia de capturar la línia de ferrocarril a Lynchburg, moure’s cap a l'est i atacar des de les Muntanyes Blue Ridge. Grant sabia que Lee tenia una força humana limitada i que una guerra de desgast lluitada al camp de batalla sense trinxeres portaria a la derrota de Lee.
Grant ara estava enfilat dalt d'una onada de popularitat i es deia que una victòria de la Unió dins aquell mateix any podria portar-lo fins a optar a la presidència. Grant era conscient dels rumors, però havia descartat una candidatura política. De fet, aquesta possibilitat aviat es va esvair amb els retards al camp de batalla.

### Campanya terrestre i victòria de la Unió

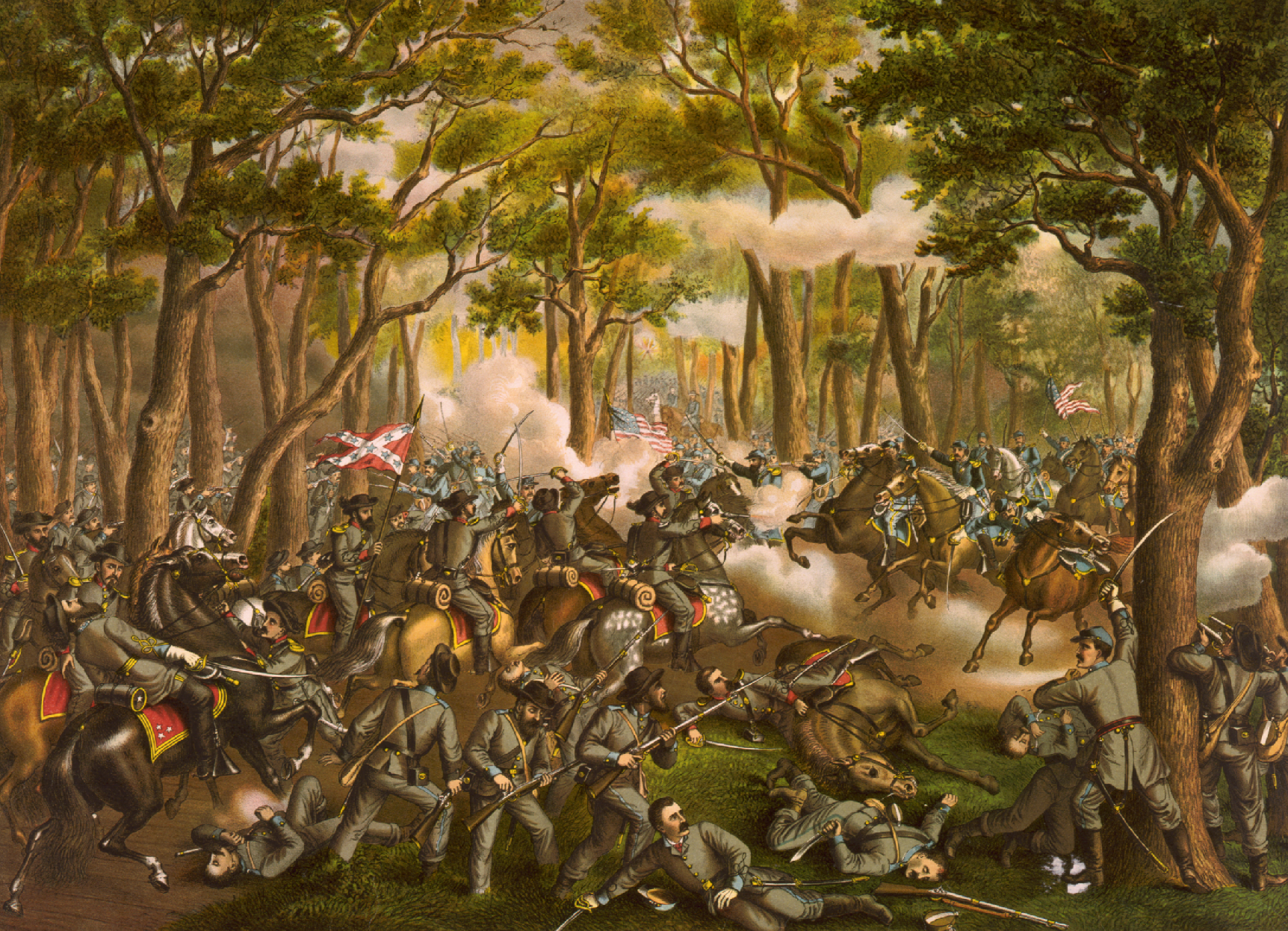
La Batalla de Wilderness va ser el tret de sortida d'un any de lluita sagnant entre les forces comandades per Grant i Lee

Sigel i Butler ranquejaven i Grant va quedar-se sol lluitant amb Lee en una sèrie de sagnants batalles conegudes com a Campanya Terrestre. Grant va travessar el riu Rapidan el 4 de maig de 1864 i va atacar Lee a la batalla de Wilderness, lluitant ferotgement en una batalla de tres dies amb moltes baixes. En lloc de retirar-se com els seus predecessors havien fet, Grant va flanquejar l'exèrcit de Lee pel sud-est i va intentar situar les seves forces entre Lee i Richmond a Spotsylvania Court House. L'exèrcit de Lee va arribar primer a Spotsylvania i tot seguit va tenir lloc una costosa batalla que va durar tretze dies. Durant la batalla, Grant va intentar fer un forat a la línia defensiva de Lee, en el qual es va convertir en un dels assalts més sanguinaris de la Guerra Civil, conegut com la Batalla de Bloody Angle. Incapaç de trencar les defenses de Lee, Grant va tornar a flanquejar l'exèrcit confederat pel sud-est, reunint-se a North Anna, on va tenir lloc una batalla que va durar tres dies. Els confederats tenien l'avantatge defensiu i Grant va maniobrar el seu exèrcit cap a Cold Harbor, un vital eix ferroviari que connectava amb Richmond, però els homes de Lee van tornar a ser capaços d'atrinxerar-se abans de l'assalt de la Unió. Durant el tercer dia dels tretze que va durar la batalla, Grant va liderar un costós assalt a les trinxeres de Lee. Quan es van donar a conèixer els informes de baixes, duríssimes crítiques van caure sobre Grant i va ser castigat amb el malnom de “El Carnisser” per la premsa del Nord després de patir 52.788 baixes en els trenta dies següents d'haver creuat el Rapidan. L'exèrcit de Lee va patir 32.907 baixes, però ell no tenia tanta capacitat per substituir-les per nous homes. El costós assalt de la Unió de Cold Harbor va ser una de les dues batalles de la guerra de les quals Grant més tard se’n penediria (l'altra és el seu assalt inicial a les fortificacions al voltant de Vicksburg). Sense ser detectat per Lee, Grant va treure el seu exèrcit de Cold Harbor i el va moure cap al sud del riu James, va alliberar Butler de Bermuda Hundred (on els rebels havien rodejat el seu exèrcit) i va avançar cap a Petersburg, l'eix ferroviari central de Richmond.

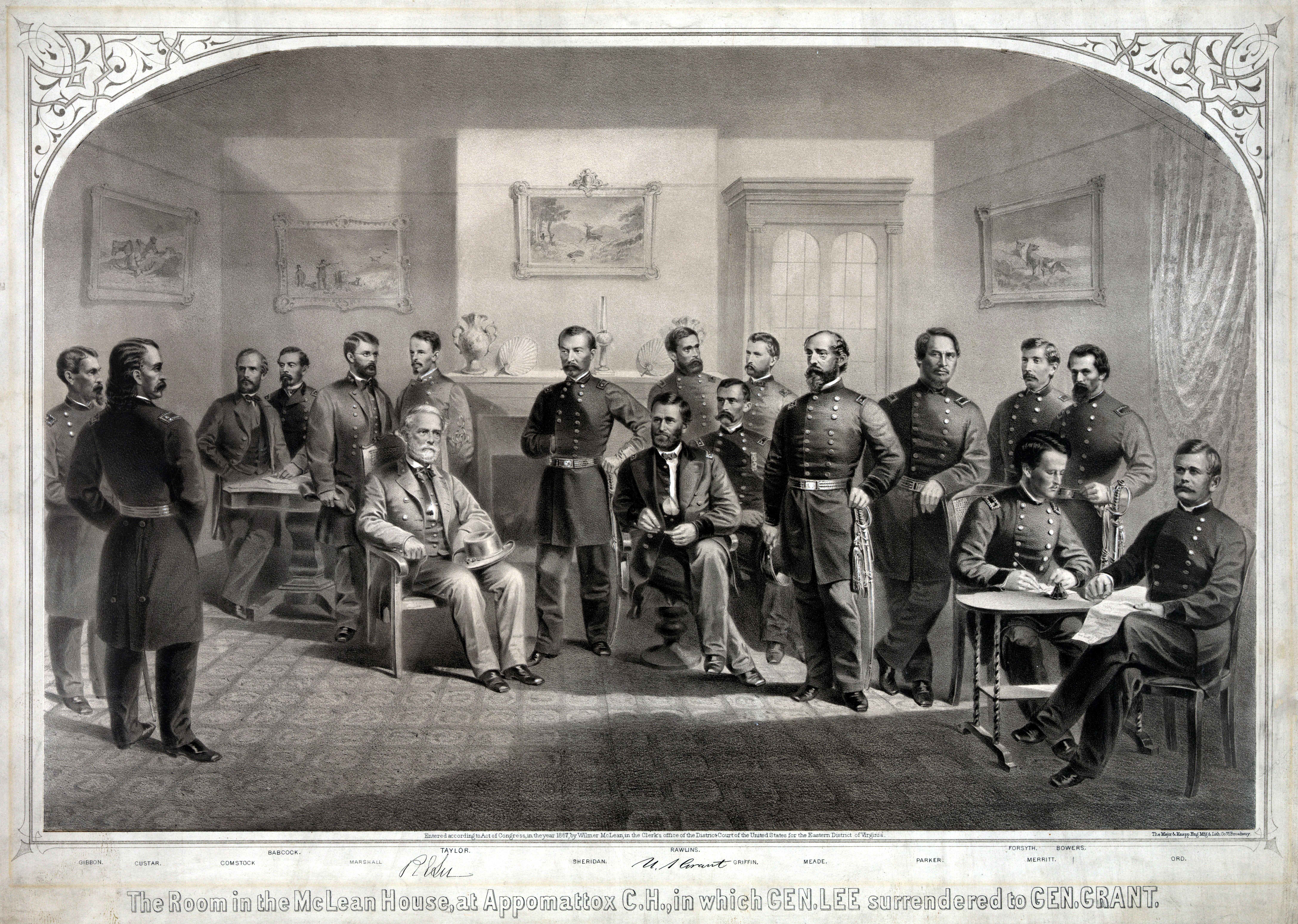
Rendició de Lee a Grant a la Casa McLean. Entre els personatges del gravat, hi ha Custer, Babcock, Sheridan, Rawlins, Meade i Parker

Després de travessar el riu James sense ser detectat, Grant i l'Exèrcit del Potomac van arribar a Petersburg. El general confederat P. G. T. Beauregard va defensar la ciutat i aviat van arribar reforços de veterans de Lee. El resultat va ser un setge de nou mesos de durada a Petersburg, aturant l'avançada. El ressentiment del Nord va créixer a mesura que la guerra s'anava fent interminable, però un benefici indirecte del setge de Petersburg va ser que Lee va ser forçat a atrinxerar-se i defensar Richmond, i això va impedir que reforcés l'Exèrcit del Tennessee. A Sheridan se li va assignar el comandament de l'Exèrcit de la Shenandoah de la Unió i Grant li va demanar que “seguís l'enemic fins a la seva mort”. Lee havia enviat el general Jubal Early més amunt de la Vall Shenandoah per atacar la capital federal i arrossegar així tropes de l'Exèrcit del Potomac, però Sheridan va derrotar Early, assegurant així que Washington estigués fora de perill. Grant després va ordenar a la cavalleria de Sheridan que destruís unes provisions vitals per a la Confederació a la Vall Shenandoah. Quan Sheridan va informar que havia patit uns atacs per part d'una cavalleria irregular de la Confederació sota les ordres de John S. Mosby, Grant va encarregar acorralar les seves famílies per a empresonar-les com a ostatges a Fort McHenry.
Grant va aprovar un pla per volar part de les trinxeres enemigues des d'un túnel al subsòl. L'explosió va crear un cràter, en el qual les tropes de la Unió, mal liderades, hi van caure. Un cop recuperats de la sorpresa, el confederats van rodejar el cràter i amb facilitat van liquidar les tropes de la Unió que hi havia dins. Les 3.500 baixes de la Unió van superar les de la Confederació en una proporció de tres a un. Encara que el pla podria haver estat un èxit si s'hagués implementat correctament, Grant va admetre que la tàctica va ser un “error extraordinari”. El 9 d'agost de 1864, Grant, que acabava d'arribar al seu quarter general a City Point, va escapar per poc de la mort quan els espies de la Confederació van fer volar una barcassa de munició al riu James. En lloc d'enfrontar-se a Lee de ple en un atac frontal com havia fet a Cold Harbor, Grant va continuar estirant les defenses de Lee cap al sud i l'oest de Petersburg, per capturar enllaços ferroviaris de vital importància. A mesura que Grant continuava empenyent l'avenç de la Unió cap a l'oest, les línies de Lee s'anaven desbordant i s'anaven quedant sense homes. Després que l'exèrcit federal reconstruís la línia de ferrocarril de City Point, Grant va ser capaç de fer servir morters per atacar les trinxeres de Lee. El 2 de setembre, Sherman va capturar Atlanta mentre les forces confederades retrocedien, assegurant així la reelecció de Lincoln el novembre. Sherman va convèncer Grant i Lincoln d'enviar un exèrcit de la Unió a desfilar sobre Savannah, tot destrossant el territori interior de la Confederació.
Un cop Sherman va arribar a la costa est i Thomas va despatxar les forces de John Bell Hood a Tennessee, la victòria de la Unió semblava inevitable i Lincoln va intentar negociar. Va encarregar a Francis Preston Blair que fes arribar un missatge al president confederat Jefferson Davis. Davis i Lincoln van assignar emissaris, però la conferència de pau aviat va quedar suspesa. Grant va contactar amb Lincoln, el qual va oferir-se per reunir-se personalment amb els emissaris a Fort Monroe. La conferència de pau va tenir lloc finalment prop del Fort Monroe, que estava sota control de la Unió, però va acabar sense cap acord, tot i que va representar la primera incursió de Grant en la diplomàcia.

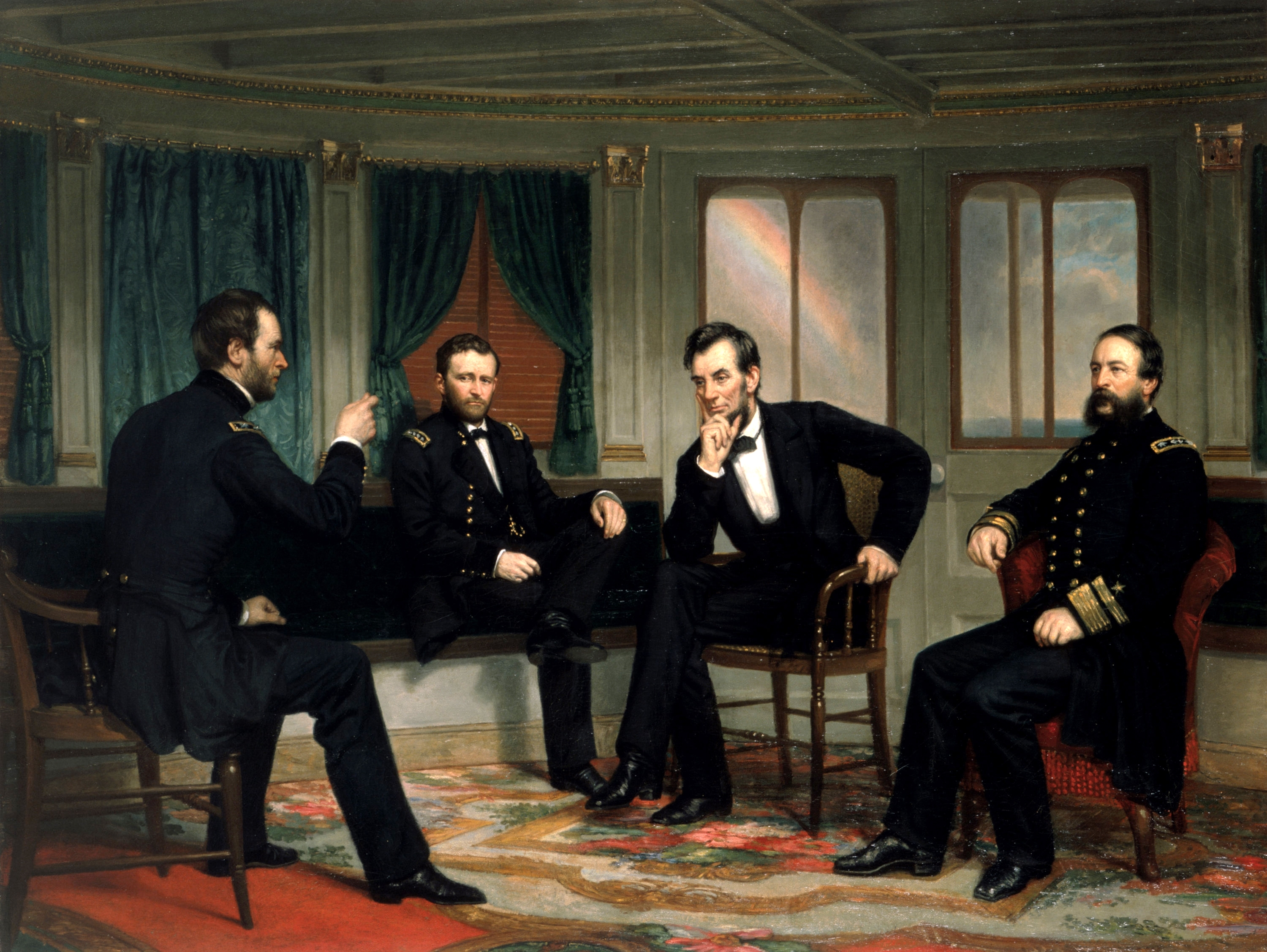
Grant al costat de Lincoln, amb Sherman (esquerra) i l'almirall Porter (dreta), que van ser anomenat els pacificadors o Peacemakers

A finals de març de 1865, les forces de Grant van prendre finalment Petersburg, després van capturar Richmond, a l'abril. Grant, Sherman, l'almirall Porter i Lincoln van mantenir una reunió al River Queen per parlar de la reconstrucció del Sud. Les tropes de Lee van començar a desertar en grans quantitats, les malalties i la manca de subministraments també va fer disminuir el número confederats que quedava. Lee va intentar unir-se amb el qual quedava de l'exèrcit derrotat de Joseph E. Johnston, però forces de cavalleria de la Unió dirigides per Sheridan van aconseguir impedir que els dos exèrcits s'unissin. Lee i el seu exèrcit es van rendir a Grant al Palau de Justícia d'Appomattox el 9 d'abril de 1865. Grant va demanar condicions generoses: els soldats confederats va lliurar les seves armes i se’ls va permetre tornar a casa seva amb les seves muntures, amb la condició que no tornessin a aixecar-se en armes contra els Estats Units. El 26 d'abril, l'exèrcit confederat de Johnson es va rendir a Sherman sota les mateixes condicions que Grant va oferir a Lee. El 26 de maig, l'exèrcit confederat de l'oest que estava comandat per Kirby Smith es va rendir i la Guerra Civil va acabar.

### L'assassinat de Lincoln
El 14 d'abril, cinc dies després de la victòria d'Appomattox, Grant va anar a una reunió de gabinet a Washington. Lincoln l'havia convidat, juntament amb la seva dona, al Teatre Ford, però ell va declinar l'oferiment perquè tenien previst viatjar a Philadelphia. En una conspiració que anava dirigida contra diferents líders del govern, Lincoln va ser ferit de mort per un tret disparat per John Wilkes Booth al teatre, i va morir l'endemà. Molts, fins i tot ell mateix, van pensar que Grant era un objectiu del complot. El secretari de la Guerra Stanton va notificar-li la mort del president i li va demanar que tornés a Washington. Durant el funeral de Lincoln, el 19 d'abril, Grant es va quedar sol i va plorar obertament. Més tard va dir que Lincoln va ser “l'home més gran que mai he conegut”. Pel que fa al nou president, Andrew Johnson, Grant li va dir a la Julia que tenia por dels canvis dins les administracions. Va jutjar l'actitud de Johnson envers els blancs del Sud afirmant que els “convertiria en ciutadans desencantats” i inicialment va pensar que, amb el president Johnson, la “Reconstrucció s'ha retardat sense dir fins quan”.

## Comandant en cap

### Transició cap a una època de pau
Al final de la guerra, Grant va continuar com a comandant de l'exèrcit, amb unes competències que incloïen l'execució de la Reconstrucció en els antics estats confederats i supervisar les guerres índies a les planes de l'Oest. Grant va reforçar la seguretat d'una casa per a la seva família a Georgetown Heights el 1865, però va donar instruccions a Elihu Washburne que, per objectius polítics, la seva residència legal continués sent a Galena, Illinois. Aquell mateix any, Grant va parlar a Cooper Union, a Nova York, on el New York Times va informar que “la desconcertada multitud tremolava amb un extraordinari delit”. Futurs viatges aquell mateix estiu van portar els Grant a Albany, Nova York, i de nou cap a Galena, creuant Illinois i Ohio, amb recepcions entusiàstiques.

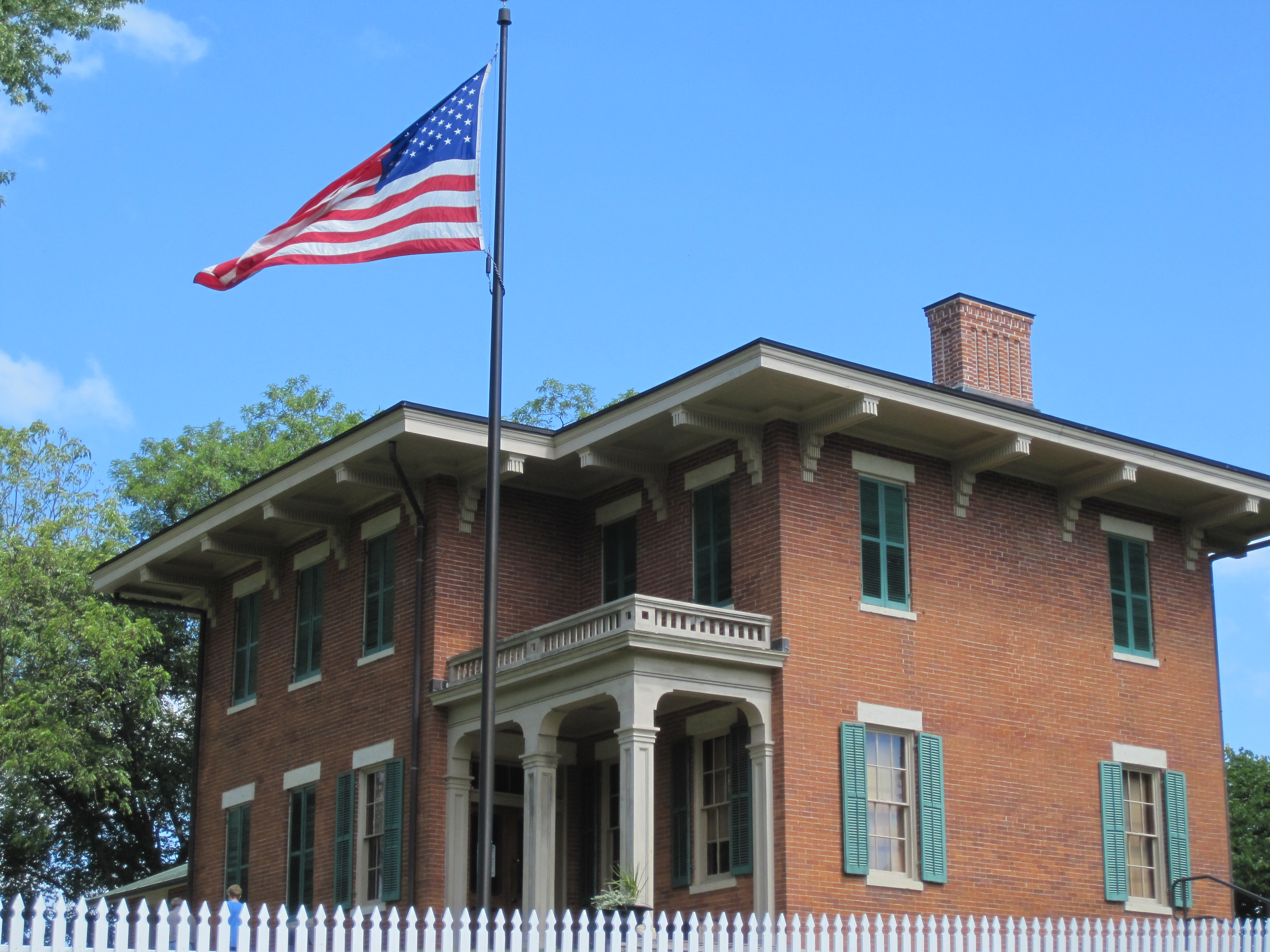
Després de la Guerra Civil Grant es va instal·lar en aquesta casa de Galena, Illinois

El novembre de 1865, Johnson va enviar Grant a una missió de reconeixement al Sud. Després, Grant va encarregar que es mantingués la reformada Agència d'Homes Alliberats (Freedmen's Bureau), a la qual Johnson s'hi havia oposat, però va advertir de l'ús d'homes negres a les guarnicions, perquè creia que això podia ser vist com una bona alternativa laboral a treballar al camp. Grant no creia que la societat del devastat Sud estigués preparada per a autoregular-se i que tant els blancs com els negres del Sud necessitaven la protecció del govern federal. També va alertar de les amenaces de la gent pobre desencantada, ja fos blanca o negra, i va encomanar que les decisions executives a nivell local s'havien de confiar només a “homes intel·ligents del Sud” (per exemple, homes blancs amb propietats). En aquest sentit, l'opinió de Grant sobre la Reconstrucció coincidia amb la política de Johnson de perdonar els líders del Sud i de restaurar les seves posicions de poder. Es va posar al costat de Johnson en la discussió sobre el fet que el Congrés hauria de permetre a representants del Sud prendre possessió dels seus escons. El 25 de juliol de 1866, el Congrés va ascendir Grant al recentment creat rang de General de l'Exèrcit dels Estats Units.

### Desavinences amb Johnson
Johnson va afavorir una proposta de Reconstrucció benèvola, fent una crida a un retorn dels antics estats confederats a la Unió sense exigir cap garantia per als drets civils dels afroamericans. El Congrés, controlat pels republicans radicals, s'hi va oposar i van rebutjar admetre a congressistes dels antics estats de la Confederació. Amb els vetos de Johnson, el Congrés va renovar l'Agència d'Homes Alliberats i va aprovar l'Acta de Drets Civils de 1866. En aquell mateix any, uns mesos més tard, durant la campanya electoral de les eleccions al Congrés, Johnson va fer una gira de conferències que es va conèixer com a “Swing Around the Circle”. Johnson va pressionar Grant, aleshores l'home més popular del país, per acompanyar-lo a la gira i Grant, que volia aparentar lleialtat, hi va accedir. Grant considerava que Johnson estava agitant l'opinió pública conservadora amb l'objectiu polític de desafiar el model de Reconstrucció que proposava el Congrés. Amb una relació amb Johnson cada vegada més deteriorada, Grant va confessar a la seva dona que pensava que els discursos del president eren una “desgràcia nacional”. Públicament, Grant va intentar aparentar lleialtat a Johnson i va evitar posar-se al costat dels legisladors republicans, els quals per altra banda eren essencials per a la seva futura carrera política. Preocupat perquè les diferències de Johnson amb el Congrés poguessin provocar una nova insurrecció al Sud, va ordenar als arsenals del Sud que enviessin armes cap al nord per prevenir que fossin capturats pels governs dels seus estats.
El conflicte entre radicals i conservadors va continuar fins després de les eleccions al Congrés de 1866. Rebutjant la visió de Johnson de fer una reconciliació ràpida amb els antics estats confederats, el Congrés va aprovar les Actes de Reconstrucció, que van dividir els estats del Sud en cinc districtes militars per protegir els drets constitucionals i els atorgats pel Congrés als esclaus alliberats. Governadors militars de districte van liderar els governs estatals de transició a cada districte. Grant, que havia d'escollir el general per liderar cada govern de cada districte a partir d'un grup designat per Johnson, preferia el pla del Congrés per executar la Reconstrucció. Grant era optimista i pensava que les Actes de Reconstrucció ajudarien a pacificar el Sud. Complint amb les Actes i donant instruccions als seus subordinats perquè les complissin, Grant encara va ofendre més a Johnson. Quan Sheridan va destituir funcionaris públics a Louisiana que impedien la Reconstrucció, Johnson es va disgustar i va intentar destituir-lo. Grant va encomanar que se l'amonestés, però no que se’l destituís. Durant el període de Reconstrucció, Grant i els militars protegien els drets de més de 1.500 càrrecs públics electes afroamericans. El 1866 el Congrés va renovar l'Agència d'Homes Alliberats amb el veto de Johnson i amb el suport de Grant i va aprovar la primera Acta de Drets Civils que protegia els drets dels afroamericans, anul·lant els codis negres. El 19 de juliol de 1867, el Congrés, un altre cop amb el veto de Johnson, va aprovar una mesura que autoritzava Grant a supervisar l'execució de la Reconstrucció que proposava el Congrés, fent que els estats del Sud se subordinessin al control militar.

### Procés de destitució de Johnson

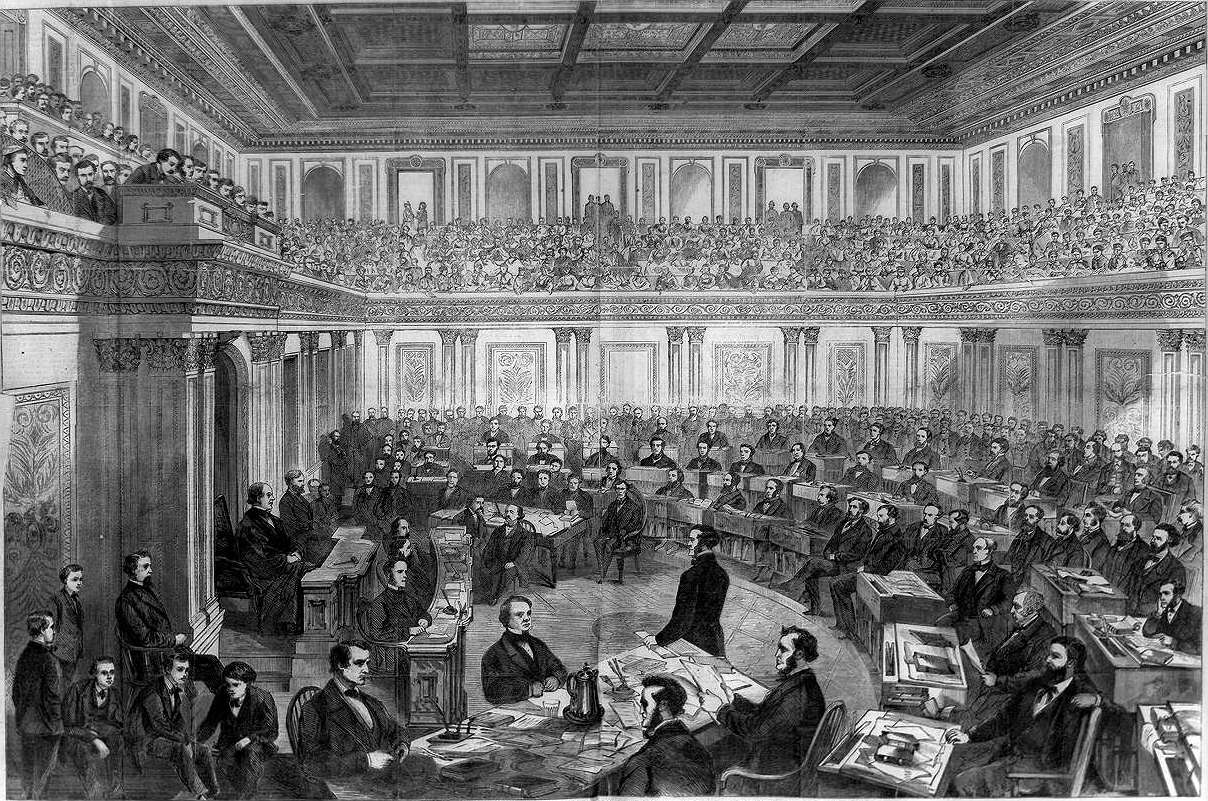
Judici (Impeachment) d'Andrew Johnson al Senat

Johnson volia reemplaçar Stanton, el secretari de la Guerra, una persona nomenada per Lincoln que simpatitzava amb la Reconstrucció que proposava el Congrés. Per mantenir Grant sota control, en tant que probable rival polític, Johnson li va demanar que assumís aquest càrrec. Grant va recomanar que no es fes aquest moviment, tenint en compte l'Acta del Càrrec en Possessió, la qual demanava l'aprovació del Senat per a les destitucions de membres del gabinet. Johnson creia que l'Acta no s'aplicava a càrrecs nomenats pel president anterior i va forçar la qüestió nomenant a Grant de forma interina durant un recés del Senat. Grant va estar d'acord en acceptar el càrrec temporalment i Stanton va renunciar al càrrec fins que el Senat es tornés a reunir de nou.
Quan el Senat va restituir Stanton, Johnson li va dir a Grant que rebutgés la idea de renunciar al càrrec i deixés en mans dels tribunals la resolució del cas. Grant li va contestar en privat que violar l'Acta del Càrrec en Possessió era una ofensa federal que podia acabar amb una sanció o amb l'empresonament. Considerant que no tenia altres alternatives legals, Grant va retornar el càrrec a Stanton. Això va fer entrar Johnson en còlera. En la immediatament següent reunió de gabinet, Johnson va acusar Grant de trencar la seva promesa de romandre al càrrec de la Secretaria de la Guerra. Grant va posar en dubte que ell hagués fet aquesta promesa, tot i que membres del gabinet després van assegurar que sí que ho havia fet. La premsa afí a Johnson va publicar una sèrie d'articles desacreditant Grant per haver retornat la Secretaria de la Guerra a Stanton, defensant que Grant havia enganyat amb aquest tema. Aquest insult públic va enfurismar Grant i aquest va defensar-se amb una enrabiada carta dirigida a Johnson, després de la qual ja es va fer del tot evident que els dos homes eren enemics. Quan aquesta carta es va fer pública, va augmentar la popularitat de Grant entre els republicans radicals i va sortir il·lès de tota aquesta polèmica. Encara que Grant va afavorir el procés de destitució de Johnson en el procediment que es coneix com a Impeachment, no va tenir un paper actiu en el procés contra el president, el qual va estar basat en la destitució de Stanton per part de Johnson. Johnson va guanyar per molt poc, i cap dels altres líders republicans directament involucrats en va treure rèdits polítics en l'infructuós intent de destituir el president.

### Eleccions de 1868

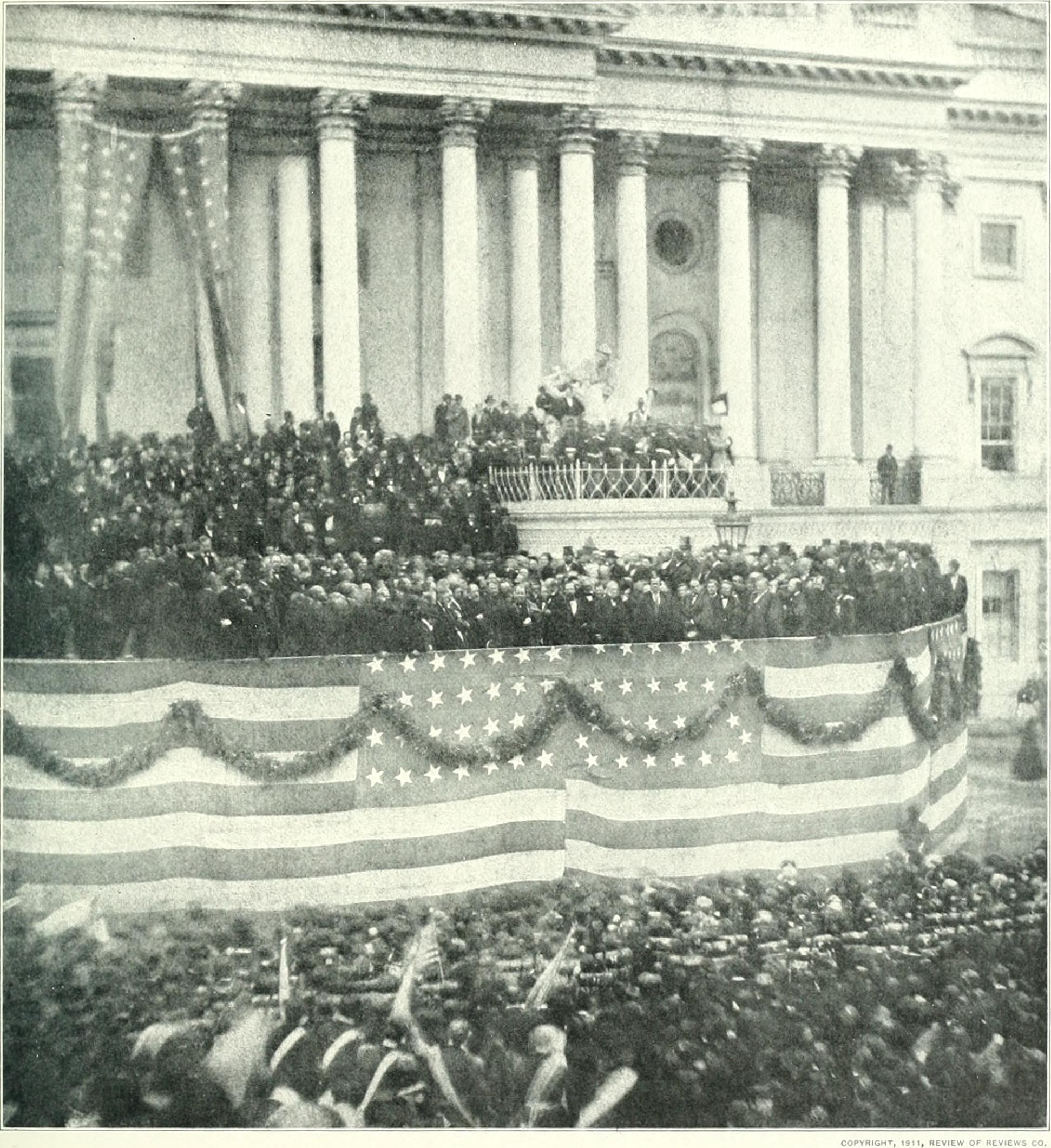
Fotografia del primer discurs de presa de possessió del president Grant

Mentre encara era Comandant en Cap, Grant va entrar a la precampanya de 1868 amb una popularitat elevada entre els radicals republicans, després d'haver deixat sol a Johnson amb la disputa de la Secretaria de la Guerra. Els republicans van escollir Grant com el seu candidat presidencial en la primera votació en la Convenció Nacional Republicana de 1868, que va tenir lloc a Chicago. En una carta que va dirigir al partit acceptant formalment l'encàrrec de presidenciable, Grant va concloure afirmant: “Deixeu-nos tenir pau”. Aquesta frase va esdevenir el seu eslògan de campanya. Per a candidat a vicepresident, els delegats van nomenar el portaveu de la Cambra de Representants, Schuyler Colfax. L'Ordre General número 11 de Grant de 1862 va convertir-se en un dels temes de la campanya presidencial. Ell va intentar desmarcar-se de l'Ordre, afirmant: “Jo no tinc cap prejudici contra cap secta o cap raça, però vull que cada individu sigui jutjat pel seu propi mèrit”. Com a president, Grant compensarà l'expulsió que va fer de jueus el 1862. L'historiador Jonathan Sarna assegura que Grant va acabar sent el millor amic dels jueus a la història dels Estats Units, reunint-se sovint amb ells i nomenant-los a alts càrrecs. Va ser el primer president a condemnar les atrocitats contra els jueus a Europa, posant així els drets humans a l'agenda de la diplomàcia americana. Com llavors era habitual, Grant va tornar al seu estat natal i va deixar l'activitat de campanya en mans del seu manager William E. Chandler i d'altres. La campanya republicana es va centrar en la continuació de la Reconstrucció i en la restitució del crèdit públic.
Els demòcrates van nominar l'exgovernador de Nova York Horatio Seymour. La seva campanya es va centrar principalment a acabar la Reconstrucció i tornar el control del Sud a la classe blanca terratinent, la qual cosa va ofendre a molts demòcrates del Nord que van ser partidaris de la guerra, els que eren coneguts com a War Democrats. Els demòcrates van atacar la Reconstrucció i els suport del Partit Republicà als drets dels afroamericans, mentre ridiculitzaven a Grant anomenant-lo capità dels Marines Negres. Grant va guanyar les eleccions amb una diferència de 300.000 vots d'un total de 5.716.082 vots emesos, obtenint una victòria aclaparadora al Col·legi Electoral, amb 214 vots davant els 80 de Seymour. Grant, a l'edat de 46 anys, en aquell moment va esdevenir el president més jove de la història dels Estats Units (actualment es manté com el 4t més jove, superat només per Theodore Roosevelt, John F. Kennedy i Bill Clinton). La seva victòria va ser un triomf dels principis conservadors que incloïen confiança econòmica, govern eficient i la restitució dels estats reconstruïts del Sud. Grant va perdre a Louisiana i a Georgia principalment per culpa de la violència del Ku Klux Klan contra els votants afroamericans. Durant les eleccions, no va passar desapercebut el fet que hi va haver un elevat nombre de ciutadans negres a Washington.

## Presidència (1869-1877)

El president Grant, el 1869

El 4 de març de 1869 Grant va jurar el càrrec com a 18è president dels Estatus Units, davant del Cap de la Justícia dels Estats Units, Salmon P. Chase. La seva presidència va començar trencant una tradició, com va ser el fet que Johnson no va acudir a la inauguració de Grant al Capitoli ni va desfilar al seu costat. Al seu discurs inaugural, Grant va demanar que es ratifiqués urgentment la Quinzena Esmena i va afirmar que afrontaria la Reconstrucció “amb calma, sense prejudicis ni odi ni sectarisme”. Grant va demanar que s'estudiés un “tracte adequat” per als americans natius, advocant per la seva civilització i per un reconeixement eventual de la seva condició de ciutadania. Grant va abordar de forma poc convencional la selecció dels membres del seu gabinet, declinant consultar amb el Senat i mantenint les seves opcions en secret fins que els va sotmetre a confirmació. Amb la idea de buscar la unitat nacional, Grant va evitar expressament escollir a líders del Partit Republicà. Grant va nomenar per a secretari de la Guerra al seu camarada en temps de guerra John A. Rawlins i per a secretari d'Estat a un estadista conservador de Nova York, Hamilton Fish. Sherman va ser ascendit a Comandant en Cap, però la seva relació amb Grant es va tornar tensa quan el president es va posar de part de Rawlins quan el secretari de la Guerra volia limitar l'autoritat de Sherman. Rawlins va morir en el càrrec uns mesos després i Grant va nomenar William W. Belknap en substitució.

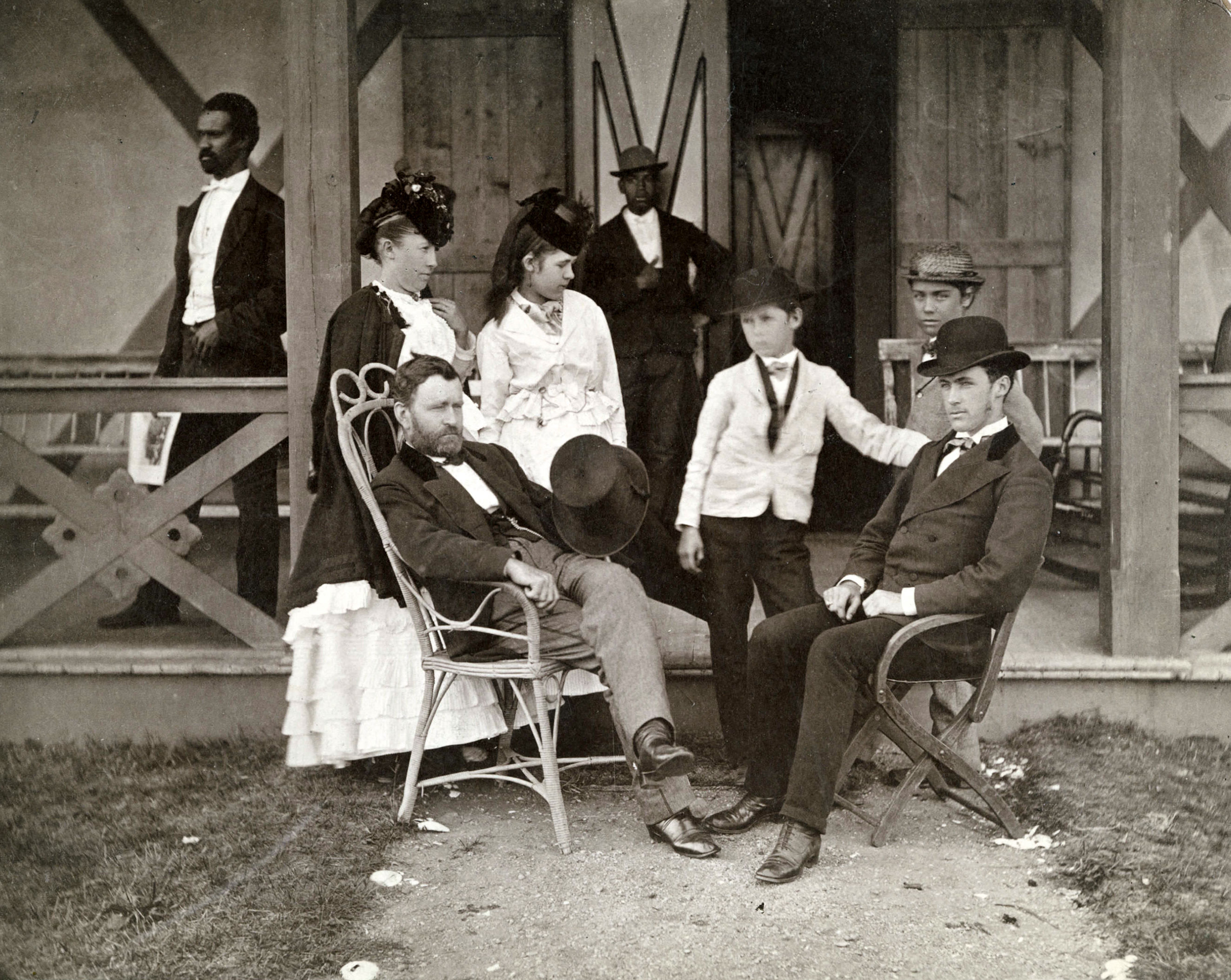
Grant, amb la seva família a Long Branch, Nova Jersey, l'estiu de 1870

Grant va escollir algunes persones amb un perfil tècnic i independent per al seu gabinet, com Adolph E. Borie i Alexander Turney Stewart, sense massa èxit. Borie va servir breument com a secretari de la Marina, substituït més tard per George M. Robeson, mentre que a Stewart se li va impedir ser secretari del Tresor per una llei de 1789 que impedeix als homes de negocis ocupar aquest càrrec (els senadors Charles Sumner i Roscoe Conkling es van negar a esmenar la llei, com havia demanat Grant, i van oposar-se al nomenament). En lloc de Stewart, Grant va nomenar el Representant per Massachusetts George S. Boutwell, un radical, per a secretari del Tresor. Els altres nomenaments de Grant per al seu gabinet –Jacob D. Cox (Interior), John Creswell (director general de Correus) i Ebenezer Rockwood Hoar (ministre de Justícia)– van ser ben rebuts per l'opinió pública i no van generar cap controvèrsia. Grant també va nomenar quatre jutges per a la Cort Suprema: William Strong, Joseph P. Bradley, Ward Hunt i el cap de la Justícia dels Estats Units, Morrison Waite. Hunt va votar mantenir les lleis de la Reconstrucció, mentre que Waite va fer molt per menystenir-les.

### Reconstrucció tardana i drets civils
La Reconstrucció del Sud va continuar quan Grant va prendre possessió al març de 1869. Grant, a diferència del seu predecessor, va advocar per fer aplicar arreu del país i de forma sistemàtica els drets civils fonamentals a tots els ciutadans independentment de la raça. Va reunir el Congrés per aprovar la Quinzena Esmena, que garantia que cap estat podia privar algú de votar basant-se en la raça, i creia que aquesta aprovació garantiria els drets dels esclaus alliberats. Grant va demanar al Congrés que acceptés els Representants dels estats del Sud que encara no tenien representació, d'acord amb la Reconstrucció que proposava el Congrés. El Congrés ho va acceptar, aprovant legislació que establia que Mississipi, Virgínia i Texas estarien representats al Congrés després que aquests estats ratifiquessin la Quinzena Esmena. Grant va pressionar el Congrés perquè elaborés una legislació que permetés seure afroamericans a les cambres legislatives estatals de Geòrgia, perquè havien estat expulsats pels blancs conservadors. El Congrés va respondre amb una legislació especial: els membres negres van poder tornar a seure a les cambres georgianes (Cambra de Representants i Senat estatals) i a Geòrgia se li va demanar que ratifiqués la Quinzena Esmena per a guanyar representació al Congrés. El juliol de 1870, els quatre estats que encara no tenien representació van ser readmesos.
Per fer aplicar la nova esmena, Grant va confiar en l'exèrcit, així com amb el Departament de Justícia, creat el 1870 per fer complir la legislació federal al Sud. Si la figura de l'attorney general només havia estat fins llavors la d'un assessor legal del president, ara es convertia en una figura ministerial que liderava un gabinet departamental dedicat a fer complir la legislació federal, que incorporava la figura del procurador general dels Estats Units, per defensar el posicionament del govern davant els tribunals. Sota el mandat del primer ministre de Justícia de Grant, Ebenezer R. Hoar, l'administració no va ser especialment agressiva en perseguir els blancs del Sud que terroritzaven els seus veïns negres, però el successor de Hoar, Amos T. Akerman, va ser molt més entusiasta. Alarmat per una escalada de terror duta a terme pel Ku Klux Klan i altres grups contra els afroamericans, el Congrés (encoratjat per Grant) va aprovar una sèrie de tres lleis, conegudes com a Lleis d'Aplicació (Enforcement Acts), entre 1870 i 1871, que van convertir en una ofensa federal el fet de menystenir els drets civils d'un afroamericà i van autoritzar el president a fer servir l'exèrcit per fer complir les lleis. El maig de 1871, Grant va ordenar a soldats federals ajudar els algutzirs (marshals) a arrestar membres del Klan. Aquell octubre, per encàrrec d'Akerman, Grant va suspendre la figura de l'habeas corpus a una part de Carolina del Sud i va enviar soldats federals per fer-hi complir la llei. Gràcies a la persecució judicial duta a terme per Akerman i pel seu successor, George Henry Williams, el poder del Klan va sucumbir: el 1872, en unes eleccions al Sud es va veure una xifra rècord de votants afroamericans. Aquell mateix any, Grant va signar la Llei d'Amnistia, que restaurava els drets polítics als antics estats confederats. Degut a una manca de recursos econòmics, el Departament de Justícia va aturar la pressió judicial sobre el Klan el juny de 1873 i Grant va oferir al Klan clemència a canvi de pau.

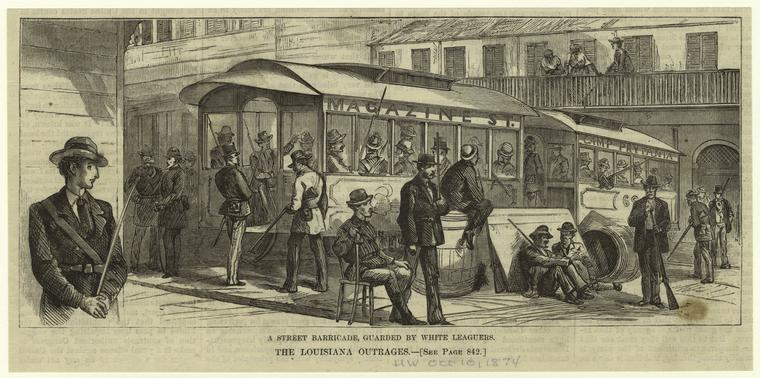
Una barricada als carrers de Nova Orleans, durant els incidents de Louisiana de 1874

Després del declivi del Klan, altres blancs conservadors van formar grups armats, com els Red Shirts i la White League, que no es van amagar mai de fer servir la violència i la intimidació per control els governs estatals. El Pànic de 1873 i la depressió que va venir a continuació van contribuir a la fatiga pública i el Nord es va anar despreocupant de la Reconstrucció. Les resolucions de la Cort Suprema en Els Casos de l'Escorxador (Slaughter-House Cases, en anglès, nom que ve donat per tres sentències sobre tres casos molt similars) de 1873 i al cas dels Estats Units contra Cruikshank, del 1875, van restringir l'aplicació federal dels drets civils. Gran va començar a afavorir la limitació de l'ús de soldats, per evitar donar la impressió que actuava com un dictador militar. A més, el president també estava preocupat pel fet que incrementar la pressió militar al Sud pogués causar una escissió dels blancs conservadors del Nord dins el Partit Republicà. El 1874, Grant va proclamar el final de la Guerra Brooks-Baxter (una disputa armada entre dues faccions del Partit Republicà pel resultat de les eleccions a governador de 1872), i va donar per acabada la Reconstrucció a Arkansas de forma pacífica. Però aquell mateix any, va enviar soldats de l'exèrcit i vaixells de guerra sota el comandament del general de divisió William H. Emory a Nova Orleans a causa de la Massacre de Colfax (on homes blancs armats van intentar controlar el Palau de Justícia) i les disputes sobre l'elecció del governador William Pitt Kellogg. Emory va restituir pacíficament a Kellogg en el càrrec i durant l'any següent els partits van arribar a un acord, permetent als demòcrates mantenir el control de la Cambra de Representants de Louisiana. Davant la pressió de l'opinió pública, Grant va demanar la retirada del general Sheridan i de la majoria dels soldats de Louisana.
El 1875, els polítics demòcrates redemptors van prendre el control de tots els estats del Sud menys tres. A mesura que la violència contra els negres del Sud tornava a escalar un cop més, el quart ministre de Justícia de Grant, Edwards Pierrepont li va comentar al governador de Mississippí Adelbert Ames que la “gent estava cansada de les revoltes de tardor al Sud” i va declinar intervenir directament i en lloc de fer-ho, va enviar un emissari a negociar unes eleccions pacífiques. Grant va signar una ambiciosa Llei dels Drets Civils de 1875, que ampliava l'aplicació de la llei federal prohibint la discriminació a causa de raça als allotjaments públics, al transport públic i en el servei de jurat en un judici. Tot i així, això no va aturar l'escalada de les forces racistes del Sud. L'octubre de 1876, Grant va enviar l'exèrcit a Carolina del Sud a ajudar el governador republicà Daniel Chamberlain. Així i tot, els tres governs republicans que quedaven al Sud van caure en mans dels redemptors després de les eleccions presidencials de 1876, i el Compromís de 1877 que va venir tot seguit, que va marcar el final de la Reconstrucció.

### Política de pau amb els indis
Els intents de Grant de viure pacíficament amb els natius americans va marcar un canvi de rumb radical del que havia estat la política de deportació dels indis, que s'havia practicat des de la dècada de 1830. Va nomenar Ely S. Parker, un indi seneca i membre de l'equip de confiança de Grant durant la Guerra Civil, com a Comissionat dels Afers Indis. “Els meus esforços en el futur seran dirigits”, va dir Grant en el seu segon discurs inaugural, “per un rumb humà, per portar els aborígens del país cap a influències benignes d'educació i de civilització. […] Les guerres d'extermini […] són desmoralitzadores i cruels”. La “política de pau” de Grant va ajudar a recol·locar emprenedors a treballar com a agents que representaven els Estats Units amb les tribus índies, al costat de missioners. El 1869 Grant va signar una llei establint una Junta de Comissionats Indis per controlar la despesa i reduir la corrupció a l'Agència dels Afers Indis. Dos anys més tard va signar una llei que donava per acabat el sistema de tractat amb els indis: la llei ara tractava els individus natius americans com a tutelats del govern federal i deixava de negociar amb les tribus com a entitats sobiranes. Grant desitjava que les tribus índies fossin protegides en reserves i educades en la cultura i en l'estil de vida granger europeu, abandonant el seu estil de vida basat en un model caçador-recol·lector. Encara que, com el biògraf Jean Edward Smith va escriure, la política de pau de Grant va ser “remarcablement progressiva i humanitària” per al seu temps, aquesta últimament va desatendre les cultures natives, quelcom que els americans moderns veuen com “un greu error”.

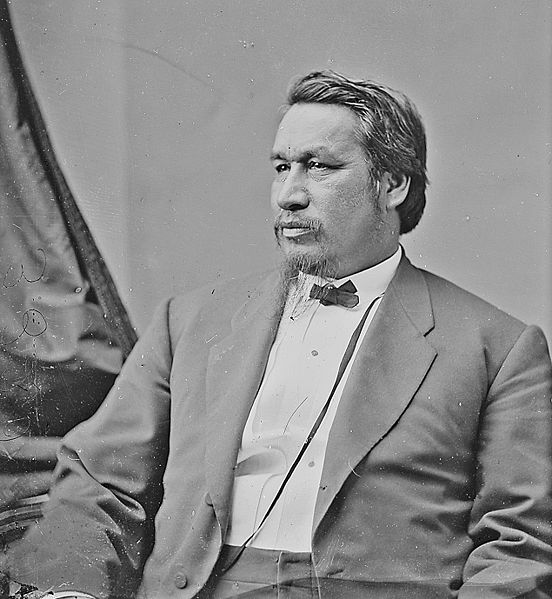
Grant va nomenar a Ely S. Parker comissionat per als Afers Indis

La política de pau va demostrar tenir prou èxit a l'hora de reduir batalles entre indis i blancs a la frontera de l'Oest, però va incrementar la matança del bisó americà, encoratjada pels subordinats de Grant, que va comportar un conflicte amb els indis de les planúries. Els sioux i altres tribus de les planúries van acceptar el sistema de les reserves, però les usurpacions dels blancs que buscaven or als Black Hills va portar a una nova guerra al final del segon mandat de Grant, posant fi a la bona relació que hi havia hagut entre Grant i el cap Sioux Red Cloud (Núvol Vermell). Amb els generals de divisió Oliver Otis Howard i George Crook, la política de Grant va tenir un gran èxit al sud-oest. Howard, l'excap de l'Agència d'Homes Alliberats, va negociar la pau amb els Apatxe el 1872, convencent el seu líder, Cochise, perquè mogués la tribu cap a una nova reserva, i posant punt final a una guerra començada l'any anterior. A Oregon les relacions eren menys pacífiques i va esclatar una guerra amb els modoc l'abril de 1873. Els Modoc van rebutjar moure’s cap a una reserva i van matar el comandant local de l'exèrcit, el general de divisió Edward Canby. Tot i que la mort de Canby va ofendre molt a Grant, el president va ordenar moderació, fent cas omís del consell de Sherman d'obtenir venjança o d'exterminar la tribu. L'exèrcit va capturar, jutjar i executar els quatre guerrers Modoc responsables de l'assassinat de Canby l'octubre de 1873. Grant va ordenar a la resta de la tribu Modoc que es recol·loquessin al Territori Indi.
Durant la Gran Guerra Sioux, esperitat pel descobriment d'or als Black Hill, Grant va entrar en conflicte amb el coronel George Armstrong Custer després que Custer testifiqués el 1876 sobre corrupció al Departament de la Guerra. Grant va ordenar la detenció de Custer per trencar el protocol militar i li va impedir liderar una campanya que es preparava contra els Sioux. Grant després es va estovar i va permetre a Custer lluitar sota les ordres del general de brigada Alfred Terry. Els guerrers Sioux liderats per Crazy Horse (Cavall Boig) van matar Custer a la Batalla de Little Big Horn, en la qual va ser la derrota més famosa de l'exèrcit en totes les guerres amb els indis. Dos mesos després, Grant va castigar Custer a la premsa, afirmant: “Considero la massacre de Custer com un sacrifici de soldats, dut a terme pel mateix Custer, que va ser del tot innecessari, totalment innecessari”. La mort de Custer va consternar la nació i va comportar que el Congrés aprovés el finançament per a dotar l'exèrcit de més soldats, dos forts més a l'Oest i, a més a més, va impedir als indis comprar armes.

### Política exterior

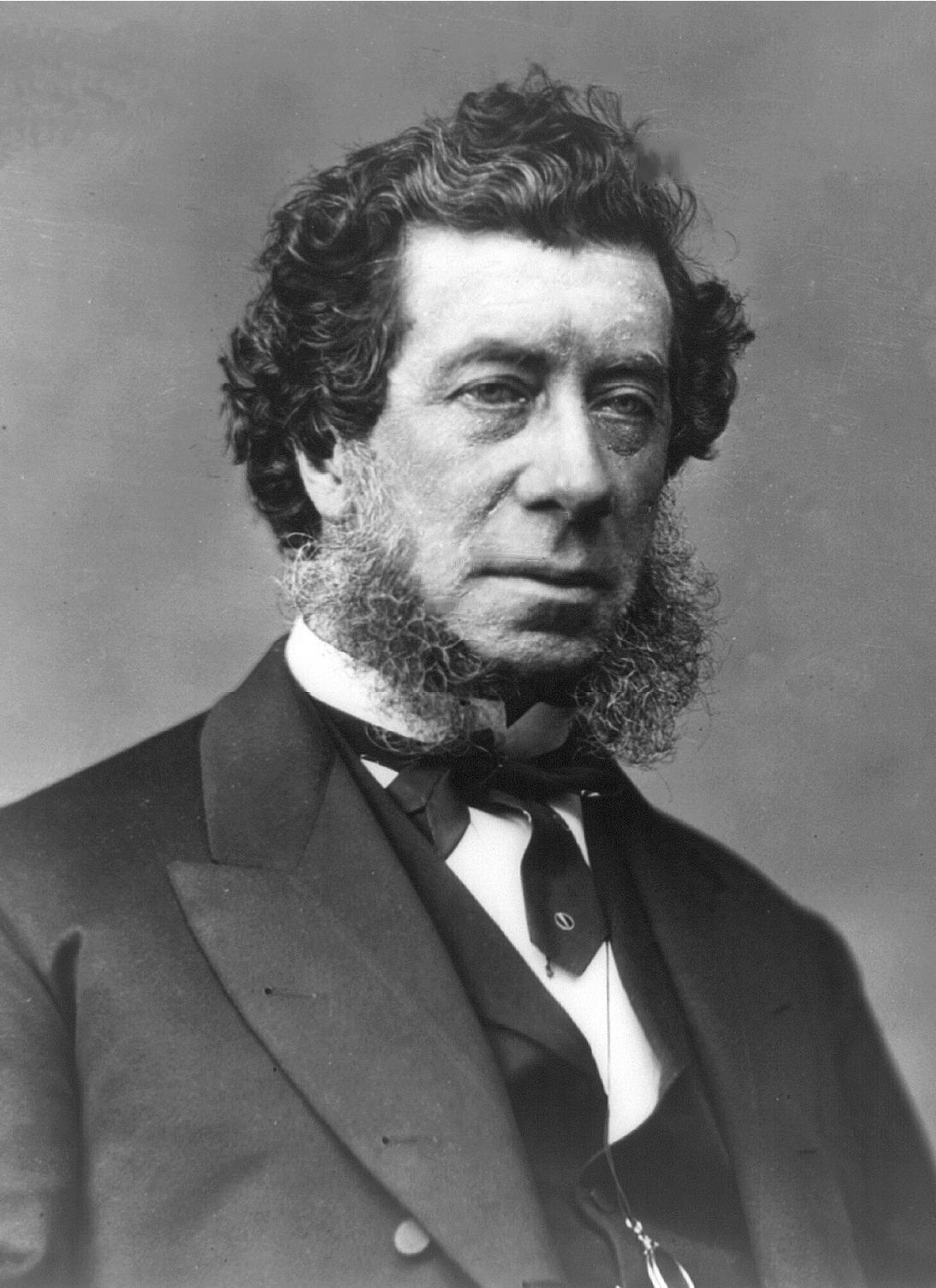
El secretari d'Estat, Hamilton Fish

Fins i tot abans que Grant fos president, els expansionistes en la política americana desitjaven tenir el control de les illes del Carib. Andrew Johnson havia encomanat l'annexió però els nous republicans antiimperialistes del Congrés havien rebutjat el pla. Grant va reprendre les negociacions per annexar la República Dominicana, liderades per Orville E. Babcock, una persona de confiança de l'època de la Guerra Civil. Grant era escèptic al principi, però davant la urgència de l'almirall Porter, que volia una base naval a la Badia de Samanà, i Joseph W. Fabens, un home de negocis de Nova Anglaterra que treballava per al govern dominicà, Grant va convèncer-se dels mèrits del pla. Va enviar a Babcock a consultar-ho amb Buenaventura Báez, que llavors era el president de la República Dominicana i donava suport a l'annexió. Babcock va tornar amb un esborrany de tractat per a l'annexió el desembre de 1869.
Grant creia en una expansió pacífica de les fronteres dels Estats Units i pensava que una adquisició d'aquesta illa-estat (la població de la qual era majoritàriament negra) permetria noves oportunitats econòmiques per als afroamericans dels Estats Units i al mateix temps incrementaria el poder naval nord-americà al Carib. El secretari d'Estat, Hamilton Fish, rebutjava la idea, perquè veia l'illa políticament inestable i problemàtica. Grant personalment va fer pressió sobre senadors perquè aprovessin el tractat, fins a tal punt que va arribar a visitar a Sumner a casa seva. Fish es va afegir a l'esforç de Grant per lleialtat amb l'Administració, però va ser en va: el Senat va rebutjar el tractat. El rol de Sumner a l'hora de liderar l'oposició a l'annexió li va comportar l'enemistat política amb Grant. Després que la iniciativa dominicana fallés, Grant va convèncer Fish perquè es mantingués al gabinet i li va atorgar molta més autoritat per gestionar el Departament d'Estat. Poc disposat a acceptar la derrota, Grant va pressionar amb èxit el Congrés per enviar una comissió a les Índies Occidentals per investigar, de la qual Frederick Douglass en formava part. Encara que Douglass i la comissió van aprovar les demandes d'annexió de Grant en les seves conclusions lliurades el 5 d'abril de 1871, el Senat va seguir oposant-s'hi, mentre que Grant era forçat a oblidar-se de nous intents d'annexió.
Grant i Fish van tenir més èxit en la seva resolució de les reclamacions de l'Alabama. Aquesta disputa entre el Regne Unit i els Estats Units era resultat del mal infligit a la flota americana durant la Guerra Civil per part de cinc vaixells construïts per la Confederació a drassanes britàniques, entre els quals, el més famós, el CSS Alabama. Els americans van denunciar que els britànics havien violat la neutralitat construint vaixells per a l'armada confederada. Quan la guerra va acabar, els Estats Units va demanar la restitució dels danys causats, a la qual cosa els britànics s'hi van oposar. Les negociacions van continuar de manera irregular i estaven encallades en el punt de la reclamació dels “danys indirectes”, considerat l'aspecte més destacat del prejudici directament causat pels cinc vaixells. Sumner es va oposar a la proposta d'acord de l'Administració Johnson, la qual havia estat rebutjada pel Senat, considerant que Gran Bretanya hauria de pagar directament 2.000 milions de dòlars en or o, com a alternativa, cedir Canadà als Estats Units. Fish va convèncer Grant que les relacions de pau amb la Gran Bretanya eren més importants que adquirir més territori i que les dues nacions estaven d'acord en negociar en aquests termes. Una comissió a Washington va redactar un tractat amb el qual un tribunal internacional establiria la xifra de dany. Els britànics es van excusar, però no van admetre la seva culpabilitat. El Senat va aprovar el Tractat de Washington, que a més també va fixar disputes sobre drets de pesca i límits marítims, per 50 vots a 12 el 1871.
El 1873, un creuer espanyol va fer captiu un vaixell mercant, el Virginius, que tenia hissada la bandera dels Estats Units i portava material de guerra i homes per ajudar a la insurrecció cubana. Els passatgers i la tripulació, entre els quals hi havia ciutadans americans, viatjaven il·legalment a Cuba a ajudar a derrocar el govern. Les autoritats espanyoles van executar els presoners i molts americans van demanar fer la guerra amb Espanya. Fish, amb el suport de Grant, va treballar per aconseguir una resolució pacífica. El president del Poder Executiu de República d'Espanya, Emilio Castelar y Ripoll, va lamentar la tragèdia i va estar d'acord en decidir unes reparacions a través d'un arbitratge: Espanya va lliurar el Virginius i va pagar en efectiu una indemnització de 80.000 dòlars a les famílies dels americans executats. El juny de 1874, el secretari de la Marina de Grant, George M. Robeson, va encarregar la reconstrucció de cinc redissenyats vaixells de guerra monitor de doble torreta per competir amb la marina espanyola, que era superior. La diplomàcia de l'Administració també estava treballant al Pacífic i, el desembre de 1874, Grant va mantenir un sopar d'estat a la Casa Blanca amb el rei de Hawaii, David Kalakaua, que buscava una importació de sucre als Estats Units, lliure d'impostos. Grant i Fish van poder tancar amb èxit un tractat de lliure comerç el 1875 amb el Regne de Hawaii, incorporant la indústria del sucre de les illes del Pacífic a l'esfera econòmica dels Estats Units.

### Estàndard d'or i l'Anell d'Or
Poc després de prendre possessió del càrrec, Grant va fer passos per tornar a enfortir la moneda nacional. Durant la Guerra Civil, el Congrés havia autoritzat que el Tresor emetés bitllets bancaris que, a diferència de la resta de la moneda, no eren finançats amb or o plata. Aquests bitllets de banc, coneguts com a “greenback”, eren necessaris per pagar els deutes sense precedents que havia generat la guerra, però al mateix temps van causar inflació i van forçar la retirada de la circulació de la moneda que estava recolzada amb or. Grant estava determinat a fer tornar l'economia nacional als estàndards monetaris d'abans de la Guerra Civil. Una majoria del Congrés hi estava d'acord i van aprovar la Llei del Crèdit Públic de 1869, que garantia que els que posseïssin bons de l'estat els cobrarien en or, no en bitllets de banc. Per enfortir el dòlar, el secretari del Tresor George S. Boutwell va recolzar Grant i va vendre or del Tresor cada mes i va comprar bons emesos durant la Guerra Civil a un interès elevat. Això va tenir l'efecte de reduir el dèficit, però va provocar una depreciació de la moneda.

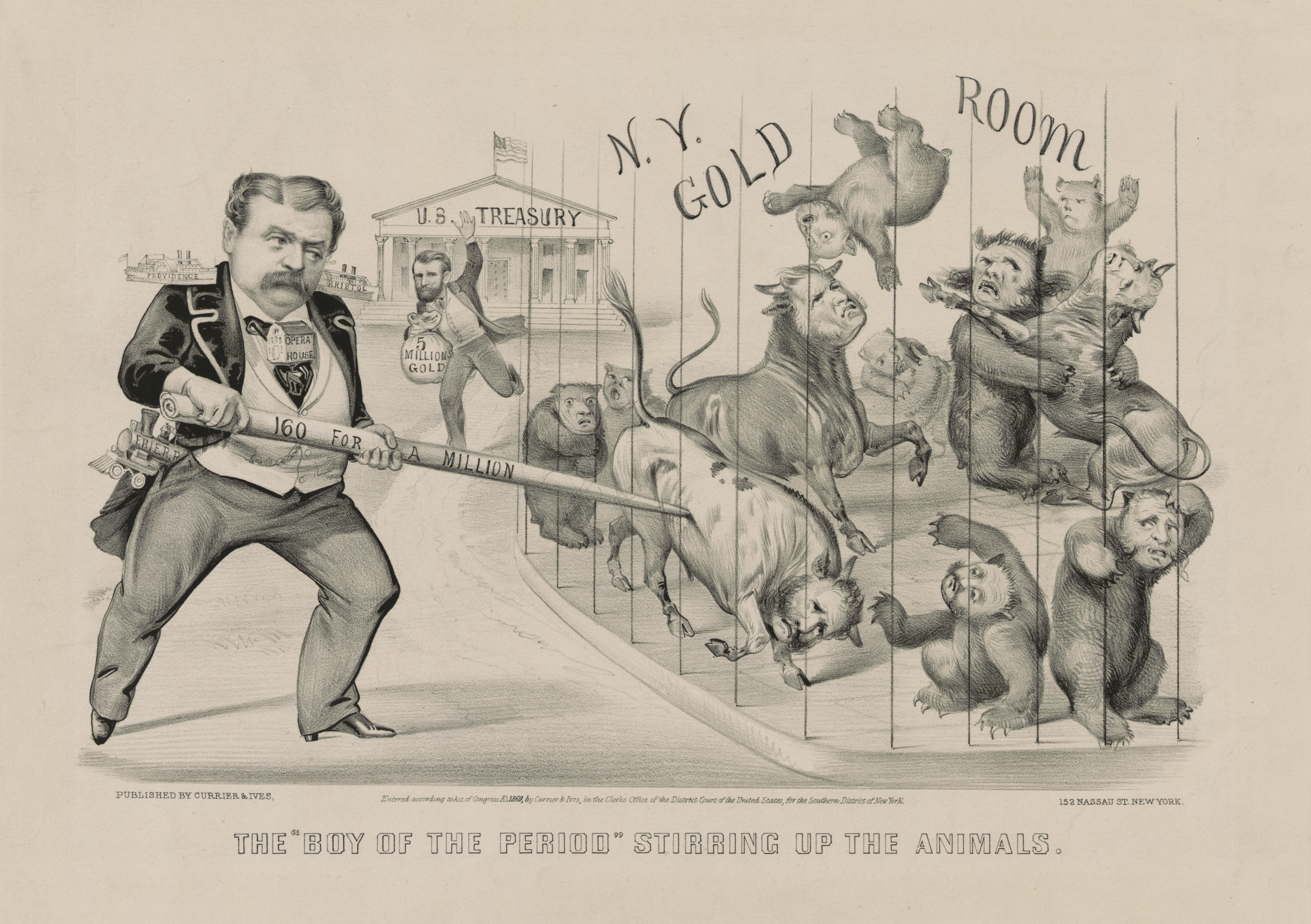
Vinyeta còmica sobre la gestió de Grant amb l'afer de l'Anell d'Or

Aquestes accions van tenir un gran impacte en el petit mercat de l'or de la nació. Abel Corbin, cunyat de Grant, va fer servir la seva relació amb el president per obtenir informació confidencial per a ell mateix i per als seus socis: Jay Gould, un magnat del ferrocarril i comerciant de Wall Street, i Jim Fisk (els col·laboradors van ser més tard anomenats l'“Anell d'Or”). Corbin van convèncer Grant perquè nomenés un soci de Gould com a assessor al Tresor, on podria obtenir informació per a l'Anell. Mentrestant, Gould i Fisk discretament acumulaven or. Gould va convèncer Corbin que un or a preu alt seria bo per a la prosperitat del país i Corbin va fer arribar aquesta teoria a Grant, que aparentment el va convèncer. Després de consultar-ho amb Alexander Stewart, la seva antiga proposta per a secretari del Tresor a principis de setembre, Grant va deixar de vendre or, considerant que un preu alt de l'or ajudaria als grangers de l'Oest. A mitjans de setembre, no obstant, Grant va començar a sospitar de Corbin. El preu de l'or continuava pujant a mesura que els conspiradors n'anaven comprant més i més, i l'augment del preu va afectar tota l'economia. Grant, veient que l'increment era antinatural, li va comunicar a Boutwell que vengués or, per reduir-ne el preu. Boutwell ho va fer l'endemà mateix, el 22 de setembre de 1869, un dia que més tard va ser conegut com a Divendres Negre. La venda d'or del Tresor va fer caure la jugada de Gould i el preu de l'or va caure en picat, alleugerint l'escalada de tensió econòmica. Gould i Fisk van aconseguir escapar sense patir gaire. Moltes empreses de corretatge van fer fallida mentre el volum de comerç i els preus de l'agricultura van caure en picat, causant una petita recessió, fins que el gener de 1870 l'economia va continuar amb la recuperació postguerra civil.

### Eleccions de 1872
Malgrat els escàndols de la seva administració, Grant va continuar essent personalment popular. Un nombre creixent de reformistes, no obstant, estaven decebuts pel suport de Grant a la Reconstrucció, l'Anell d'Or i la corrupció a la duana de Nova York. Per acontentar els reformistes, Grant va crear una Comissió de Servei Civil autoritzada pel Congrés el 1871. La Comissió, presidida pel reformista George William Curtis, va proposar algunes normes i regulacions de reforma que Grant va implementar per ordre executiva l'abril de 1872. El Congrés va rebutjar finançar la Comissió el 1875 i aprovar la legislació per implementar les seves recomanacions. Hi havia una divisió al partit entre la facció més preocupada per la greu situació dels esclaus alliberats i els preocupats amb el creixement de la indústria. Durant la Guerra Civil, els interessos de les dues faccions s'havien alineat i el 1868 tothom va recolzar Grant. Però a mesura que aquesta aliança va entrar en disputa, el suport de Grant als elements pro Reconstrucció va enutjar els líders del partit, que van advocar pel final de la intervenció federal en les qüestions racials del Sud.

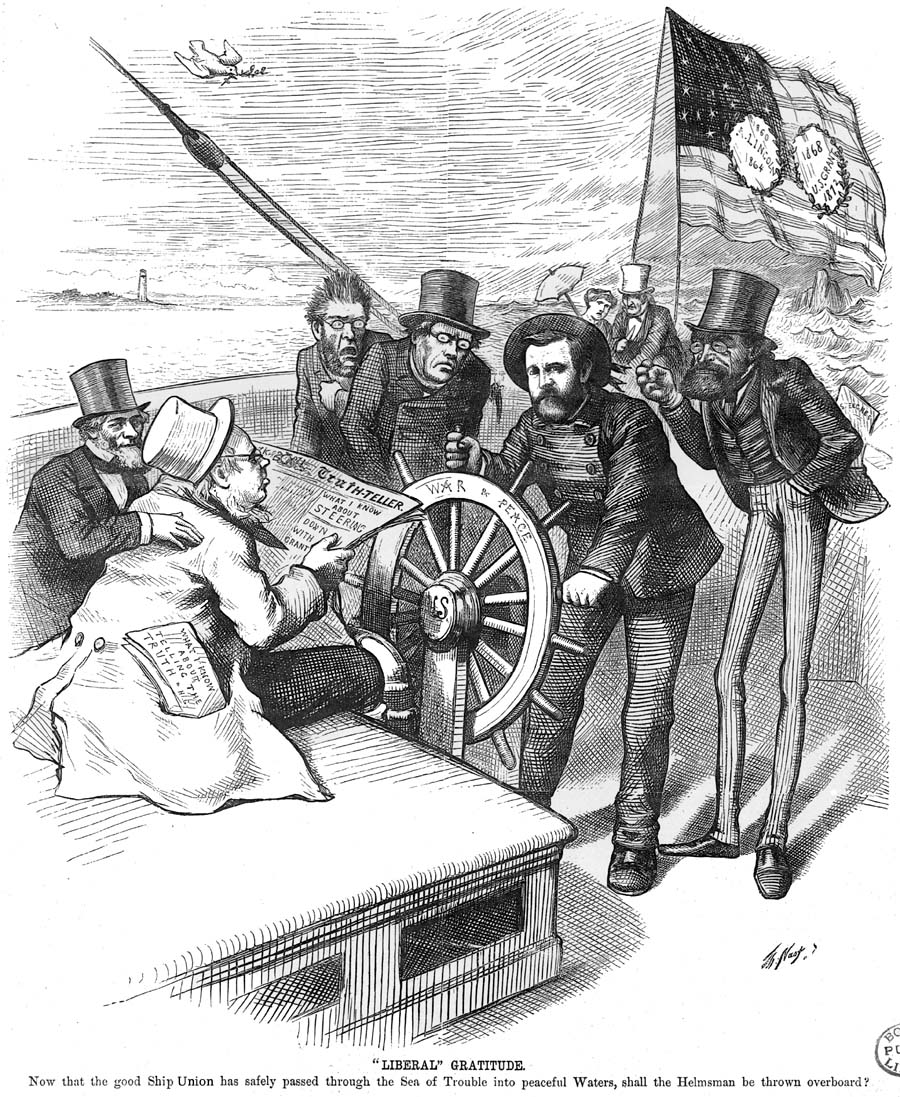
Vinyeta de Grant fent navegar un vaixell envoltat de tots els seus adversaris durant la campanya per la reelecció

Molts membres d'aquella facció van escindir-se del partit el 1872, formant el Partit Republicà Liberal. Liderats per Charles Francis Adams de Massachusetts i el senador Carl Schurz de Missouri, públicament denunciaven el sistema polític clientelar que Sumner va definir com a “grantisme” i demanaven l'amnistia per als soldats confederats. Els republicans liberals van nomenar Horace Greeley com a candidat a president, un altre republicà que havia deixat de veure amb bons ulls tant a Grant com a les seves polítiques, i el governador de Missouri Benjamin Gratz Brown per a vicepresident. Els demòcrates pretenien beneficiar-se del sentiment anti-Grant i van nominar també a Greeley. La resta del Partit Republicà va nominar Grant per a la reelecció, amb el senador Henry Wilson de Massachusetts substituint a Colfax per a candidat a la vicepresidència. Wilson, vist com un reformista pràctic i defensor dels drets civils, havia d'enfortir la candidatura republicana. L'escàndol del Crédit Mobilier destapat el setembre de 1872, en el qual una companyia del ferrocarril havia subornat molts membres del Congrés el 1868, no va involucrar a Grant, però va enxampar al vicepresident Colfax i al senador Wilson, i va incrementar la sensació general de deshonestedat entre els polítics de Washington. A desgrat dels liberals, Greeley va fer de la política de Grant al Sud el seu principal tema de campanya, en lloc de la reforma. Tots els esforços de la fusió dels liberals i els demòcrates va fracassar i Grant va ser reelegit amb facilitat. Els republicans liberals van ser incapaços de lliurar molts vots i Greeley només va triomfar en zones on els demòcrates haurien guanyat sense ell. Una economia forta, la reducció del deute, la reducció de les tarifes, el rebuig a l'impost sobre la renda i les reformes del servei civil van ajudar Grant a derrotar els republicans liberals. Grant va guanyar el 56 del vot popular i al col·legi electoral va arrasar amb 286 vots per 66 de Greeley. Una majoria d'afroamericans del Sud van votar per Grant, mentre que l'oposició demòcrata va mantenir-se majoritàriament pacífica.

### Pànic de 1873, la Llarga Depressió i els debats monetaris
Al final del seu primer mandat, Grant continuava treballant per enfortir el dòlar, i va signar la Llei del Sistema Monetari de 1873, que de forma efectiva posava punt final a la base legal de bimetal·lisme (l'ús d'or i de plata com a moneda), i posava en pràctica el patró or. La Llei del Sistema Monetari va trencar amb l'estàndard de dòlar de plata i establia el dòlar d'or com l'únic estàndard monetari. Els crítics que volien més diners en circulació per facilitar l'accés al crèdit més tard van denunciar aquest moviment com el “Crim de 1873”, denunciant que la llei havia provocat deflació, al mateix temps que va ajudar el banquers mentre va fer mal a la pagesia.
El segon mandat de Grant va viure un nou rebombori econòmic. El setembre de 1873, Jay Cooke & Company, una casa de corretatge de Nova York, va fer fallida després de fracassar en intentar vendre tots els bons emesos per la Northern Pacific Railway, de Cooke. La fallida va tenir efectes a Wall Street i altres bancs i empreses de corretatge que tenien bons i accions del ferrocarril també es van arruïnar. El 20 de setembre, la Borsa de Nova York va suspendre la seva activitat durant 10 dies. Grant, que de finances en sabia poc, va viatjar a Nova York per consultar-ho amb els millors banquers i homes de negocis, perquè l'aconsellessin sobre com resoldre aquesta crisi, que va passar a ser coneguda com el Pànic de 1873. Grant creia que, igual que amb la fallida de l'Anell d'Or de 1869, el pànic era una simple fluctuació econòmica que afectava banquers i agents de borsa. Va respondre amb cautela, demanant al Tresor que comprés 10 milions de bons de l'estat i així injectant liquiditat al sistema. Aquestes compres van aconseguir calmar Wall Street i va trencar la dinàmica negativa del pànic, però de totes maneres una depressió industrial de cinc anys, més tard anomenada la Llarga Depressió, va escombrar tot el país. Molts dels ferrocarrils del país (89 de 364) van fer fallida.
El Congrés esperava que la inflació estimulés l'economia i va aprovar el que va ser coneguda com la Llei da la Inflació el 1874. Molts grangers i treballadors van veure amb bons ulls aquesta llei, que hauria afegit 64.000 milions de dòlars en bitllets de banc en circulació, però alguns banquers de l'Est s'hi van oposar perquè hauria afeblit el dòlar. Grant més tard va pressionar el Congrés per una llei per enfortir el dòlar reduint gradualment el nombre de bitllets de banc en circulació. En perdre contra els demòcrates a la Cambra de Representants en les eleccions de 1874, el Congrés sortint, de majoria republicana, ho va aprovar. El 14 de gener de 1875, Grant va signar la Llei de Represa del Pagament en Metàl·lic. La Llei de Represa requeria una reducció gradual de la quantitat de bitllets de banc permesos en circulació i declarava que el pagament en metàl·lic (per exemple, en or o plata) es reprendria el 1879.

### Corrupció de l'edat daurada i reforma
Grant va servir de president durant l'edat daurada, una època en què l'economia estava oberta a l'especulació i a l'expansió cap a l'Oest, un fet que va comportar corrupció a les oficines del govern. Contra la dura revelació pública de l'escàndol del Credit Mobilier of America, Grant va haver d'afrontar càrrecs de mala conducta en gairebé tots els departaments federals i la seva administració es va trobar enmig de conflictes constants entre corruptes, ja fossin socis o reformistes. Encara que era personalment honest amb els seus assumptes econòmics personals, Grant era molt confiat i va tenir dificultats en adonar-se de la corrupció que envoltava els altres. Obstinadament protector amb els seus socis corruptes, Grant sovint veia les seves imputacions com a injustes i els protegia dels atacs, fins al punt de poder afectar la seva reputació, llevat que una prova de mala conducta personal fos massa evident. Ningú tenia connexió amb tots els escàndols excepte, probablement, el secretari personal de Grant, Orville E. Babcock, qui indirectament controlava molts departaments del gabinet i retardava investigacions federals.
En el segon mandat de Grant, una investigació del Congrés va destapar un cas de corrupció al Departament del Tresor, el que va ser conegut com l'incident Sanborn: el secretari William Richardson havia contractat a John Sanborn (un amic del congressista Benjamin Butler) com a recaptador d'impostos independent que obté un percentatge de la recaptació, també conegut com a moiety. Els responsables del Tresor aleshores tenien una instrucció interna de no pressionar per al cobrament, d'aquesta manera molts comptes acabaven cometent eventualment un delicte per impagament d'impostos i així Sanborn cobrava més quan “descobria” aquests comptes. L'informe del comitè del Congrés va condemnar Richardson per permetre aquest sistema agressiu de cobrament d'impostos que Sanborn feia servir, però no va obrir un procés per prevaricació (impeachment). Per apaivagar la protesta pública i prevenir frau en el futur, el Congrés va aprovar la Llei Anti-Moiety, que va signar Grant el 1874, que abolia el sistema moiety.
El 1874, amb l'arribada del nou secretari del Tresor, Benjamin H. Bristow, van començar una sèrie de reformes. Adonant-se que faltaven milions de dòlars en ingressos i havent rebut prèviament el suport de Grant (“No deixis que escapi cap home culpable”), Bristow va obtenir 238 processaments. Això va portar a 110 condemnes i milions de dòlars en impostos van ser recuperats per al Tresor. Quan la investigació de Bristow va implicar Babcock com a part de l'Anell Whiskey, Grant es va posar a la defensiva, considerant que Babcock era la víctima innocent en una caça de bruixes. Així, mentre va denegar la immunitat als conspiradors de l'Anell Whiskey, Grant va treballar per protegir Babcock. El 1876, Babcock va ser considerat no culpable en un judici en què Grant va testificar a favor seu a través d'una declaració. Després del judici, sota pressió pública, Grant va destituir Babcock de la Casa Blanca. Grant més tard va perdonar alguns membres de l'Anell.
Així que els escàndols van anar a més, el Congrés, amb la Cambra de Representants ara sota control demòcrata, va començar una sèrie d'investigacions sobre la corrupció a l'administració, la més notable de les quals tenia a veure amb l'especulació en les empreses de l'Oest, que involucrava al secretari de la Guerra, William W. Belknap, i que va comportar la seva dimissió. El Congrés també va investigar i reprovar el secretari de la Marina George M. Robeson el 1876 per rebre suborns.
Les reformes de la Comissió del Servei Civil (o de la Funció Pública) de Grant van tenir un èxit limitat i el seu gabinet va implementar un sistema de mèrits que incrementava el nombre de candidats qualificats i confiava menys en el suport del Congrés. El secretari d'Interior, Columbus Delano, tot i així, va eximir el seu Departament de fer proves selectives i el Congrés va rebutjar promulgar la reforma del Servei Civil. Zachariah Chandler, el successor de Delano, va netejar la corrupció al Departament d'Interior. Grant va nomenar als reformistes Edwards Pierrepont i Marshall Jewell com a ministre de Justícia i director general de Correus, respectivament, que van recolzar les investigacions de Bristow. El 1875, Pierrepont va netejar la corrupció entre els fiscals i els algutzirs al Sud. Grant també va suggerir altres reformes, com ara una proposta perquè els estats oferissin escolarització pública gratuïta a tots els infants. També va recolzar l'esmena Blaine, que hauria prohibit el suport del govern a escoles amb una afiliació religiosa.

### Eleccions de 1876
Encara que Grant va despertar crits d'aclamació a l'Exposició del Centenari dels Estats Units de 1876, els escàndols recollits en els últims 8 anys, la feblesa econòmica del país i les victòries obtingudes a la Cambra de Representants pels demòcrates va portar a molts membres del Partit Republicà a repudiar-lo. Bristow estava entre els candidats més ben posicionats per substituir-lo i pensava que un gran sector del partit volia el final del “Grantisme” i tenia por que Grant es postulés per a un tercer mandat. Finalment, Grant no es va postular, però Bristow tampoc va ser el nominat, ja que la convenció republicana va confiar en el governador d'Ohio Rutherford B. Hayes, un reformista. Els demòcrates van nominar el governador de Nova York, Samuel J. Tilden. Irregularitats en el vot en tres estats del Sud va provocar que les eleccions quedessin alguns mesos sense un resultat definitiu. Grant va demanar al Congrés que legislés per arreglar el problema i va garantir als dos bàndols que no faria servir l'exèrcit per forçar un resultat i que només l'utilitzaria per frenar la violència. El Congrés va crear una Comissió Electoral per decidir sobre la matèria. El resultat va ser el Compromís de 1877: la Comissió Electoral va establir que els vots en disputa pertanyien a Hayes, però que els últims soldats serien retirats de les capitals del Sud. Els republicans havien guanyat, però la Reconstrucció s'havia acabat.

## Després de la Presidència

### Gira mundial
Després de deixar la Casa Blanca, Grant i la seva família van estar-se amb uns amics durant dos mesos, abans d'embarcar-se en una gira mundial. El viatge, que duraria dos anys, va començar a Liverpool el maig de 1877, on enormes gentades van rebre l'expresident i el seu seguici. Els Grant van sopar amb la Reina Victòria al Castell de Windsor i Grant va oferir alguns discursos a Londres. Després d'una gira al continent, els Grant van estar-se uns quants mesos amb la seva filla Nellie, que s'havia casat amb un anglès i s'havia instal·lat en aquell país alguns anys abans. Grant i la seva dona van viatjar a França i Itàlia, passant el Nadal de 1877 a bord del USS Vandalia, un vaixell de guerra ancorat a Palerm. Tot seguit va venir una estada hivernal a Terra Santa i després van visitar Grècia abans de tornar a Itàlia per a una trobada amb el Papa Lleó XIII. Van voltar per Espanya abans de viatjar cap a Alemanya, on Grant va parlar d'afers militars amb el canceller Otto von Bismarck, explicant-li que a les últimes etapes de la Guerra Civil, l'exèrcit de la Unió va lluitar per preservar la nació i “destruir l'esclavitud”.

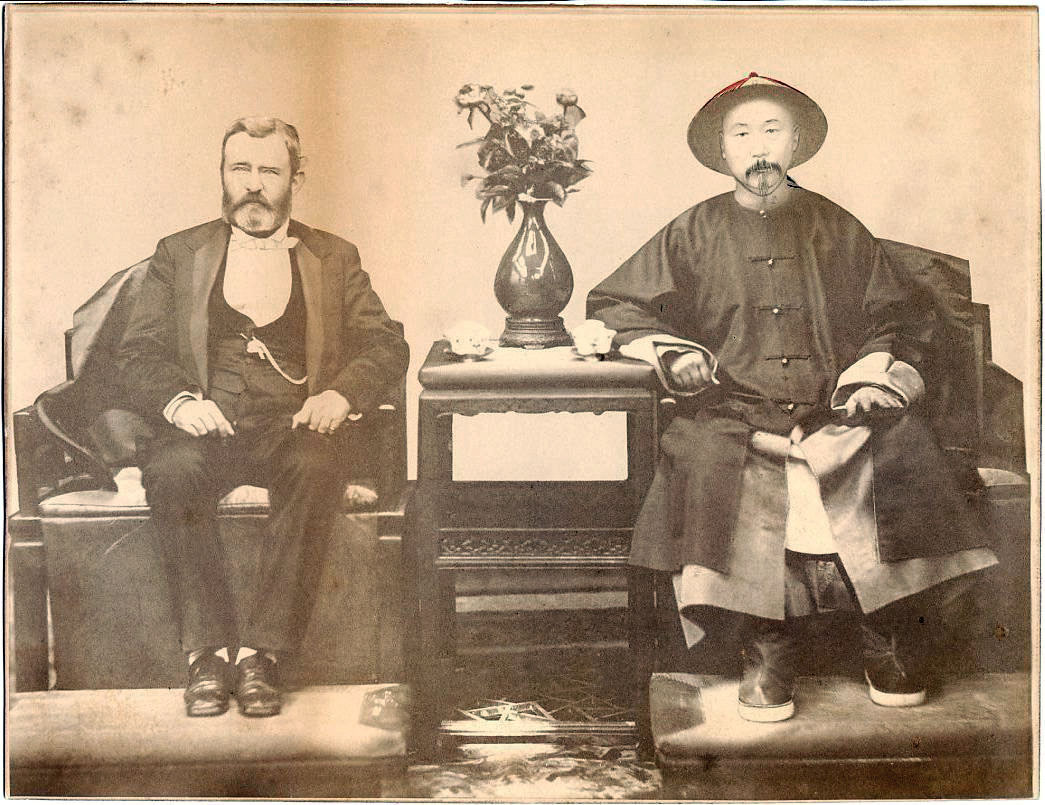
Grant, amb Li Hongzhang

Els Grant van marxar d'Anglaterra amb vaixell, navegant a través del Canal de Suez cap a l'Índia. Van visitar ciutats arreu del Raj, rebuts per diferents càrrecs colonials. Després de l'Índia, van viatjar a Burma, Siam (on Grant es va reunir amb el Rei Chulalongkorn), Singapur i Cotxinxina. Viatjant cap a Hong Kong, Grant va començar a canviar la seva manera de pensar al voltant de la naturalesa de la colonització, considerant que la dominació britànica no era “purament egoista”, sinó que també era bona per als habitants originaris de la colònia. Al deixar Hong Kong, els Grant van visitar les ciutats xineses de Canton, Xangai i Pequín. Va rebutjar demanar una trobada amb l'Emperador Guangxu, que llavors era un nen de 7 anys, però sí que va reunir-se amb el cap del govern, el Príncep Gong, i Li Hongzhang, un general destacat. Van parlar de la disputa de la Xina amb el Japó per les Illes Ryūkyū, i Grant va acceptar a ajudar els dos bàndols a arribar a una entesa. Després de creuar cap al Japó i reunir-se amb l'Emperador Meiji, Grant va convèncer la Xina que acceptés l'annexió japonesa de les illes i així les dues nacions van evitar la guerra.
Llavors els Grant ja portaven fora de casa dos anys, i s'enyoraven. Van creuar el Pacífic i van desembarcar a San Francisco el setembre de 1879, aclamats pels crits d'una multitud. Després d'una visita a la Vall Yosemite, van tornar finalment a Filadèlfia el 16 de desembre de 1879. El viatge arreu del món va capturar la imaginació popular i els republicans –sobretot aquells del bàndol de Stalwart que van quedar exclosos de l'administració Hayes– van veure en Grant una il·luminació. La nominació republicana per al 1880 estava molt oberta després que Hayes renunciés a un segon mandat i molts republicans pensaven que Grant era l'home indicat per al càrrec.

### Intent per a un tercer mandat
Els Stalwart, liderats pel vell aliat polític de Grant, Roscoe Conkling, veien en la popularitat renovada de l'expresident un camí perquè la seva facció pogués recuperar el poder. Els opositors van denunciar la idea, en considerar-la una violació de la regla dels dos mandats que havia estat la norma des de George Washington. Grant no va dir res públicament, però volia el càrrec i va encoratjar els seus homes. Elihu B. Washburne el va esperonar perquè es postulés, però Grant hi va posar pegues i afirmava que se n'alegraria si els republicans guanyaven amb un altre candidat, i públicament preferia James G. Blaine a John Sherman. Tot i així, Conkling i John A. Logan van començar a organitzar delegats a favor de Grant. Quan la convenció es va reunir a Chicago al juny, hi havia més delegats compromesos amb Grant que amb cap altre candidat, però encara feia curt per obtenir la nominació, per a la qual necessitava el vot de la majoria.
A la convenció, Conkling va nominar Grant amb un discurs elegant, la línia més famosa del qual deia: “Quan ens preguntin de quin estat és, la nostra única resposta serà que és d'Appomatox i de la seva famosa pomera”. De 370 vots necessaris per a la nominació, la primera votació va atorgar-ne a Grant 304, a Blaine 284, a Sherman 93 i la resta es va repartir entre d'altres candidats. Després van venir noves votacions, amb més o menys el mateix resultat: ni Grant ni Blaine podien guanyar. Després de 36 votacions, els delegats de Blaine el van abandonar i es van afegir amb els d'altres candidats per nominar un candidat de compromís: el membre de la Cambra de Representants James A. Garfield, d'Ohio. Els 306 vots que Grant va rebre en l'última votació no van ser suficients per assegurar-se la nominació. Al final, una moció procedimental va fer unànime el vot per a Garfield, que va acceptar la nominació.
Grant va fer discursos a favor de Garfield, però es va negar a criticar al candidat demòcrata, Winfield Scott Hancock, un general que havia servit a les seves ordres en l'exèrcit del Potomac. Garfield va guanyar el vot popular per un estret marge, però va guanyar sòlidament en el Col·legi Electoral: 214 a 155. Després de les eleccions, Grant va donar a Garfield públicament el seu suport i el va pressionar perquè inclogués Stalwarts en la seva administració.

### Inversions econòmiques
La gira mundial de Grant havia estat costosa. Quan va tornar als Estats Units, Grant s'havia polit la majoria dels seus estalvis i necessitava guanyar diners i trobar una nova casa. Amics seus amb un alt poder adquisitiu li van comprar una casa al barri Upper East Side de Manhattan i per tenir un ingrés, Grant, Jay Gould, i l'exsecretari mexicà de finances Matías Romero van constituir la companyia ferroviària Mexican Southern Railroad, amb l'objectiu de construir el ferrocarril des d'Oaxaca fins a Ciutat de Mèxic. Grant va pressionar a Chester A. Arthur, que havia substituït a Garfield com a president el 1881, perquè negociés un tractat de lliure comerç amb Mèxic. Arthur i el govern mexicà hi van accedir, però el Senat nord-americà va rebutjar el tractat el 1883. La companyia tampoc va acabar de tenir èxit i va caure en bancarrota l'any següent.
Al mateix temps, el fill de Grant, Ulysses Jr., havia obert una empresa de corretatge a Wall Street amb Ferdinand Ward. Reconegut com una estrella emergent, Ward, i la l'empresa, Grant & Ward, van tenir èxit al principi. El 1883, Grant es va afegir a l'empresa i hi va invertir 100.000 dòlars de la seva butxaca. Els inversors van comprar valors mobiliaris a través de l'empresa i Ward va fer servir aquests valors com a aval per demanar crèdit per comprar més valors. Grant & Ward van donar aquests avals per demanar més crèdit per comerciar amb valors mobiliaris de la mateixa empresa. La pràctica era legal i acceptada, sempre que es fes una vegada: és a dir, només es podia presentar com a aval els títols mobiliaris de la companyia per obtenir crèdit una vegada, i no múltiples cops. Quan la cotització va començar a anar malament, múltiples crèdits van quedar a deure i tots ells estaven avalats pels mateixos valors. Els historiadors estan d'acord que Grant era probablement aliè a les pràctiques de Ward, però no és clar fins a quin punt Grant coneixia que no s'estava jugant net. El maig de 1884, noves inversions van anar malament i van ser suficients perquè Grant es convencés que l'empresa aviat faria fallida. Ward li va dir a Grant que la fallida era imminent, però li va insinuar que això només seria una caiguda puntual de la qual es recuperarien. Grant es va acostar a l'empresari William Henry Vanderbilt, que li va donar un préstec personal de 150.000 dòlars. Grant va invertir aquests diners a l'empresa, però no era suficient per salvar-la de la fallida. Totalment arruïnat, però obligat per un sentit d'honor personal, va tornar tot el que va poder del que devia amb els seus recordatoris sobre la Guerra Civil i amb la venda o el traspàs de tots els seus béns. Encara que aquests avenços no cobrien el préstec, Vanderbilt va insistir que el deute s'havia pagat completament. Grant va quedar en la més absoluta misèria.

### Memòries i mort
Per recuperar un ingrés familiar, Grant va escriure alguns articles sobre les campanyes de la Guerra Civil per la revista The Century Magazine, a 500 dòlars l'article. Els articles eren ben rebuts per la crítica i l'editor, Robert Underwood Johnson, va suggerir que Grant podria escriure un llibre de memòries, com Sherman i altres havien fet. Els articles de Grant servirien de base per a diferents capítols.
L'estiu de 1884, Grant es queixava de mal de coll, però va anar posposant una visita amb el metge fins a finals d'octubre, i va ser llavors quan finalment va saber que tenia càncer de gola. Abans de ser diagnosticat, Grant va ser convidat a una missa Methodista per a veterans de la Guerra Civil a Ocean Grove, Nova Jersey, el 4 d'agost de 1884, rebent una ovació a peu dret de més de 10.000 veterans i altres personalitats. Aquesta va ser la seva última aparició pública. El març de l'any següent, finalment el New York Times anunciava que Grant s'estava morint de càncer i l'opinió pública arreu del país va començar a preocupar-se per l'expresident. Després, Grant, que havia perdut la pensió militar quan va assumir la presidència, va ser honorat pels seus amics i pel Congrés quan va recuperar el rang de General de l'Exèrcit amb una pensió completa de jubilació.

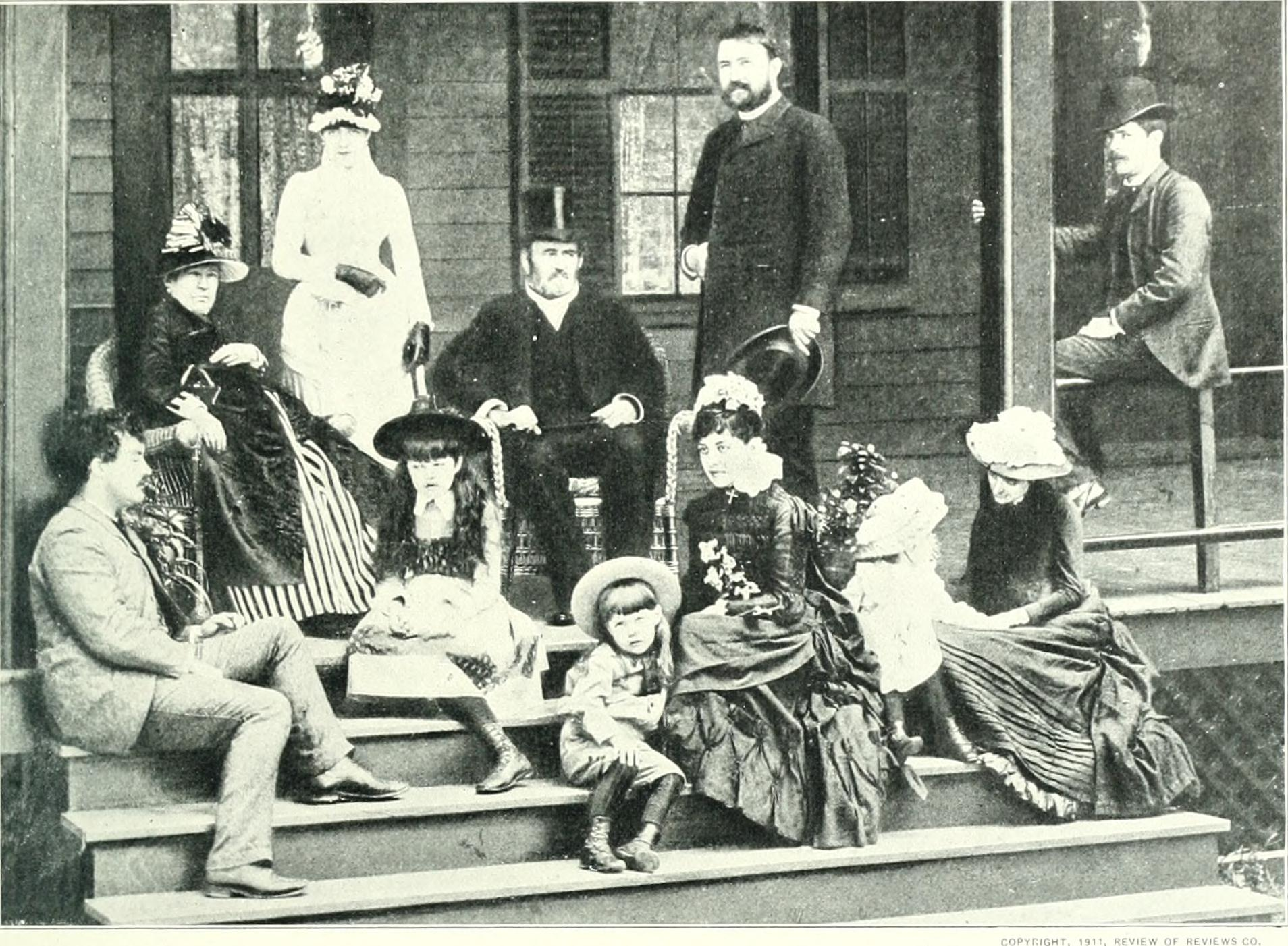
Foto de Grant amb tota la seva família, poc abans de morir, el 1885

Malgrat la malaltia que el debilitava, Grant va treballar de forma diligent en les seves memòries a casa seva, a Nova York, i després des d'una casa rural en una falda del Mount McGregor, acabant-les només uns dies abans de morir. Grant li va demanar al seu excap de gabinet, Adam Badeau, que l'ajudés a editar el seu treball. El seu fill Fred el va ajudar amb les referències i la correcció de proves. La revista Century li va oferir a Grant un contracte amb un percentatge del 10% de les vendes del llibre en concepte de drets d'autor, però Grant va acceptar una oferta millor del seu amic Mark Twain, que li va proposar uns drets d'autor del 75%. Les seves memòries acaben amb la Guerra Civil i no cobreixen els anys de postguerra ni la seva presidència.
El llibre, Memòries Personals d'Ulysses S. Grant, va ser un èxit comercial i de crítica. Al final, Julia Grant va rebre al voltant de 450.000 dòlars en concepte de drets d'autor. Les memòries han tingut una alta consideració tant pel públic, com pels historiadors militars, com pels crítics literaris. Grant es va dibuixar a si mateix en el personatge d'un honorable heroi de l'Oest, la força del qual recau en la seva honestedat i la seva franquesa. Va descriure les ses batalles càndidament, ja fossin contra els confederats o contra els seus enemics interns de l'exèrcit. Twain va titllar les Memòries d'“obra mestra literària”. Després de rebre anàlisis literaris favorables durant gairebé un segle, el crític Mark Perry va assegurar que les Memòries són “el treball més significatiu” de la no ficció nord-americana.
En els dies que van precedir la seva mort, l'esposa de Grant, Julia, i tots els seus fills, a més de tres nets, van estar amb ell. Després d'un llarg any de lluita contra el càncer, Grant va morir a les 8 del matí a la casa rural de Mount McGregor el 23 de juliol de 1885, a l'edat de 63 anys. Sheridan, aleshores comandant en cap de l'exèrcit, va ordenar tot un dia de tribut en tots els destacaments militars i el president Grover Cleveland va ordenar 30 dies de dol arreu del país. Després d'un primer funeral privat, la guarda d'honor va col·locar les despulles de Grant en un tren funerari especial, que va viatjar fins a West Point i a Nova York. Un quart de milió de persones el van veure en els dos dies anteriors al funeral. Desenes de milers d'homes, molts d'ells veterans de l'organització Gran Exèrcit de la República (GAR, per les seves sigles en anglès) o d'altres organitzacions de veterans, van marxar amb el fèretre de Grant amb dues dotzenes de cavalls cap a Riverside Park, al barri de Morningside Heights de l'Upper Manhattan, a Nova York. Entre els portadors del fèretre hi havia els generals de la Unió Sherman i Sheridan, els generals de la Confederació Simon Bolivar Buckner i Joseph E. Johnston, l'almirall David Dixon Porter i el cap del GAR i senador John A. Logan.

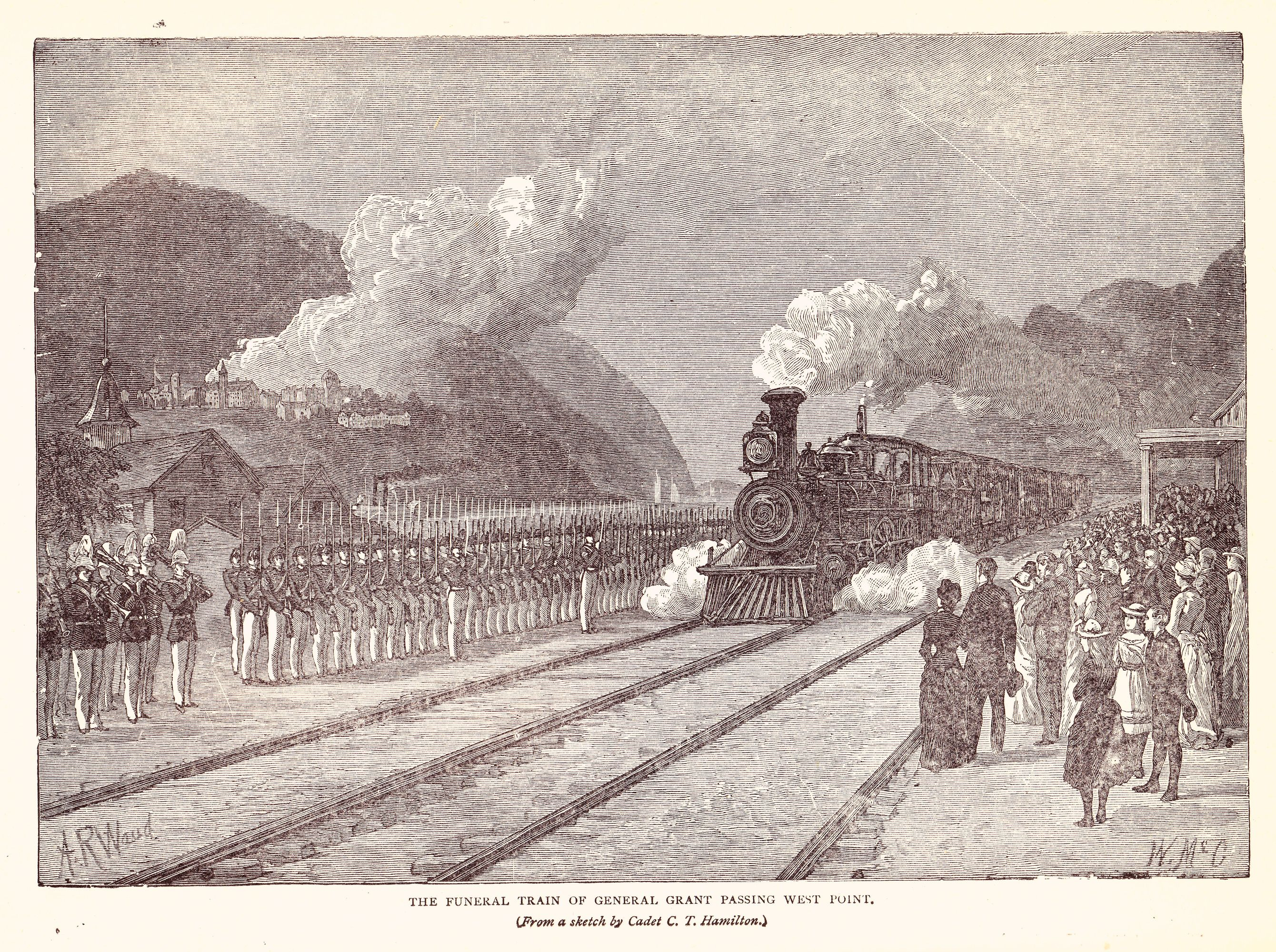
El tren funerari de Grant, a West Point

El cos de Grant va ser enterrat a Riverside Park, primer en una tomba provisional i després –dotze anys més tard, el 17 d'abril de 1897– al Memorial Nacional del General Grant, també conegut senzillament com la “Tomba de Grant”. Aquesta tomba és el mausoleu més gran de tota l'Amèrica del Nord. Els assistents al funeral de Nova York van arribar al milió i mig. Va haver-hi cerimònies a les altres grans ciutats d'arreu del país i aquells que elogiaven Grant a la premsa el comparaven amb George Washington i Abraham Lincoln.

## Reputació històrica
Cap reputació presidencial ha canviat de forma tan dramàtica com la de Grant. Aclamat arreu del Nord com el general victoriós de la gran guerra, la seva candidatura a president semblava inevitable. La popularitat de Grant va decaure amb les investigacions del Congrés sobre la corrupció en la seva administració i la desfeta de Custer a la Batalla de Little Big Horn. El 1877, hi va haver una aprovació dels dos partits de la gestió pacífica de Grant en la crisi electoral. La reputació de Grant va remuntar durant la seva ben publicitada gira mundial.

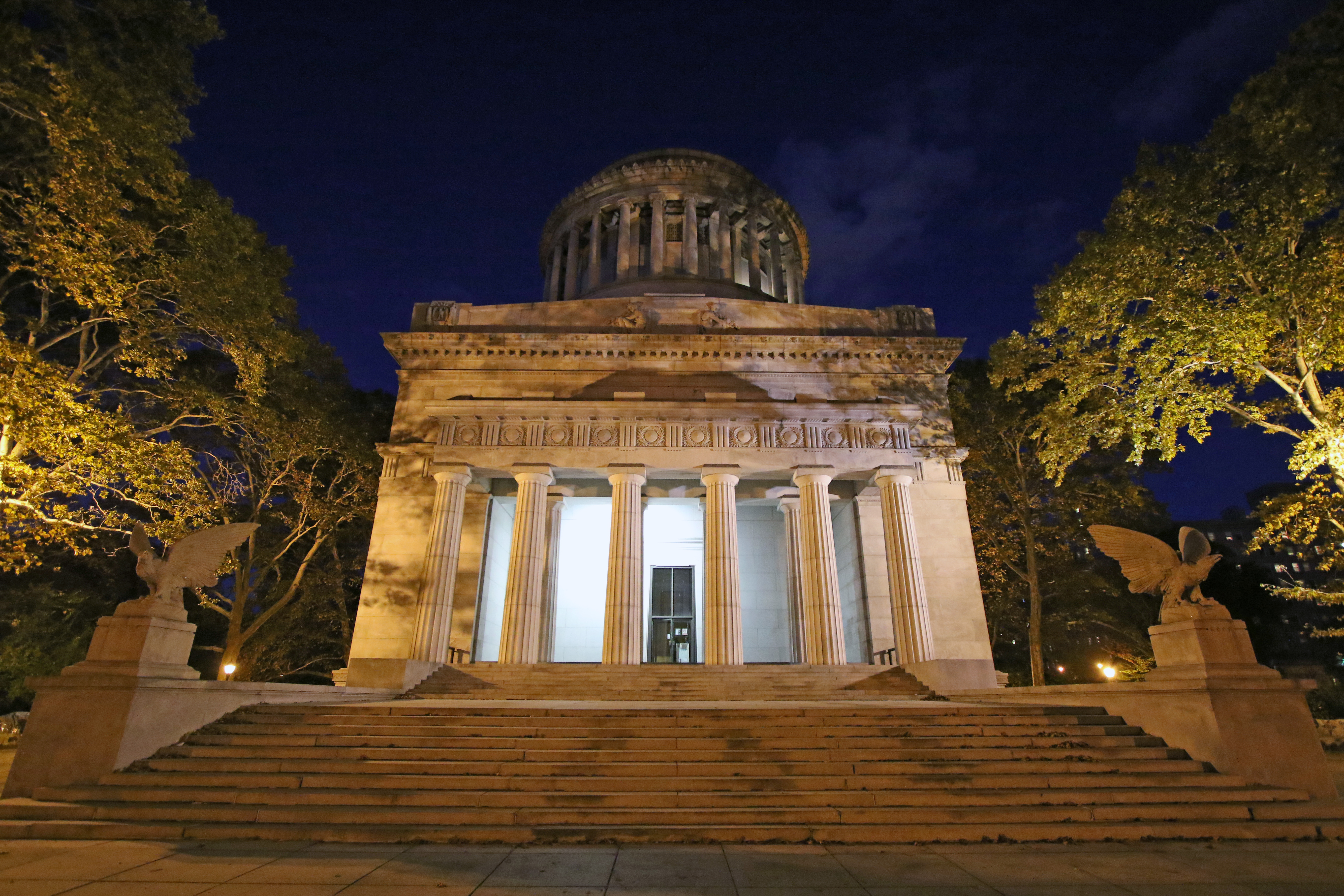
La tomba de Grant és el mausoleu més gran de tota l'Amèrica del Nord

A la seva mort, Grant era vist com “un símbol de la identitat nacional i de la memòria dels Estats Units”, si hem de jutjar pels milions de persones que van aparèixer a la processó del seu funeral el 1885 i que van assistir a la visitar la seva tomba el 1897. La popularitat de Grant va augmentar en els anys immediatament posteriors a la seva mort. Al mateix temps, articulistes i estudiants dibuixaven la seva administració com la més corrupta de la història dels Estats Units. A mesura que la popularitat de la causa perduda de la Confederació incrementava a principis del segle xx, una visió general més negativa anava en augment. Tal com havien fet al principi de la Guerra Civil, els nous crítics amb Grant carregaven contra ell titllant-lo de bevedor imprudent i de corrupte en la seva presidència. Als anys 30 del segle xx, el biògraf William B. Hesseltine va apuntar que la reputació de Grant es va deteriorar perquè els seus enemics eren més bons escriptors que no pas els seus amics. El 1931, Frederic Paxson i Christian Bach en el Diccionari de la Biografia dels Estats Units, elogiaven la visió militar de Grant i l'execució d'aquesta visió en derrotar la Confederació, però de la seva carrera política, els autors eren menys elogiosos. Concretament, parlant dels escàndols, van escriure que “cap escàndol personal va tocar Grant d'una forma plausible, però van impactar contra ell i de forma tan freqüent fins al punt que va necessitar reivindicar el seu honor a l'hora d'admetre que tenia mal gust a l'hora d'escollir els seus col·laboradors”.
La visió de Grant tornava a tocar fons quan era vist com un president fracassat i inhàbil, tot i que en general va ser una persona prou afortunada. Bruce Catton i T. Harry Williams van començar a estudiar de nou la carrera militar de Grant als anys 60 del segle xx, canviant l'anàlisi de Grant d'un guanyador per força bruta pel d'un triomfant i hàbil estrateg i comandant. Fins i tot pels estudiants amb una preocupació especial per la crisi dels antics esclaus i dels indis Grant deixava un llegat problemàtic i, amb actituds canviants respecte als afers de guerra després de la Guerra del Vietnam, la seva reputació militar tornava a patir. William S. McFeely va guanyar el Premi Pulitzer per la seva crítica biografia el 1981 que emfasitzava els errors de la presidència de Grant per portar a terme un progrés estable i va concloure que “no va erigir-se sobre talents limitats ni va inspirar d'altres a fer-ho per fer de la seva administració un crèdit a la política dels Estats Units”. John Y. Simon el 1982 va respondre a McFeely: “Els errors de Grant com a president […] recauen en la fallida política de pau amb els indis i el col·lapse de la Reconstrucció […] però si Grant ho va intentar i va fracassar, qui podria haver tingut èxit?”. Simon va elogiar el primer mandat de Grant, argumentant que hauria de ser “recordat per la ferma execució dels drets dels esclaus alliberats combinada amb la conciliació amb els antics confederats, per reformar la política índia i la funció pública, per la reeixida negociació de les reclamacions de l'Alabama, i per portar pau i prosperitat”. D'acord amb Simon, la revolta dels republicans liberals, el Pànic de 1873, i la retirada dels conservadors del Nord de la Reconstrucció van afeblir el segon mandat de Grant, encara que la seva política exterior es va mantenir estable.
Els punts de vista dels historiadors ha estat més favorable des dels anys 90 del segle xx, valorant la protecció que va fer Grant dels afroamericans i la seva política de pau amb els indis, encara que aquelles polítiques fracassessin. La reputació de Grant va créixer més amb la biografia que el 2001 va fer Jean Edward Smith. Smith va argumentar que les mateixes qualitats que van fer tenir èxit a Grant com a general es van transmetre a la seva vida política per a fer-lo, sinó un president amb èxit, un líder aleshores certament admirable. Smith va escriure que “el tret comú és la força del personatge –una voluntat indomable que mai va defallir davant l'adversitat […] A vegades va cometre algun error; sovint simplificava massa; encara que va veure clarament els seus objectius i va avançar cap a ells de forma implacable”. Brooks Simpson va continuar la tendència en el primer dels dos volums sobre Grant el 2000, encara que aquest treball estava molt lluny d'una hagiografia. H. W. Brands, en el seu llibre més uniformement positiu de 2012, va escriure favorablement per igual de les carreres militars i polítiques de Grant, afirmant: “Com a comandant en cap en la Guerra Civil, havia derrotat la secessió i destruït l'esclavitud, la causa de la secessió. Com a president durant la Reconstrucció havia guiat el Sud de nou cap a la Unió. Cap al final de la seva vida pública, la Unió era més segura que en cap altra època pretèrita en la història del país. I ningú mai ha fet tant com ell per produir aquest resultat”.
Com l'estudiós de la Reconstrucció Eric Foner va escriure, Brands feia “una consideració simpàtica de l'enèrgic i temporalment reeixit esforç de Grant com a president per esclafar el Ku Klux Klan, que havia inaugurat un regnat de terror contra els antics esclaus”. Foner afegeix que el 1875 Grant havia renunciat a seguir ajudant els negres, afirmant que el públic estava cansat d'ells i concloent que “la manca de voluntat de Grant per actuar es va reflectir en l'àmplia retirada del Nord de la Reconstrucció i del seu ideal d'equitat racial”.
Deixant de banda els drets civils, les qüestions sobre la protecció del medi ambient també han captat l'atenció historiogràfica. L'historiador Joan Waugh, en el seu generalment favorable llibre, afirma que Grant valorava la bellesa de l'Oest i el 1872 va signar la Llei que establia el primer parc nacional del país a Yellowstone. Tot i així, afirma: “[…] va aprovar projectes que van provocar l'obertura de grans rengleres que es van convertir en llenya, pastura, especulació del sòl i milions de colons […] la idea de preservar el medi ambient i les preocupacions sobre la pol·lució industrial de la regió eren molt menys importants per a Grant”.
Durant el segle XX els historiadors han situat la seva presidència cap a la part baixa del rànquing. Al segle xxi, la seva reputació militar és forta, mentre que la majoria d'estudiosos situen els seus èxits presidencials força més avall que la mitjana en els rànquings.

## Memorials i biblioteca presidencial

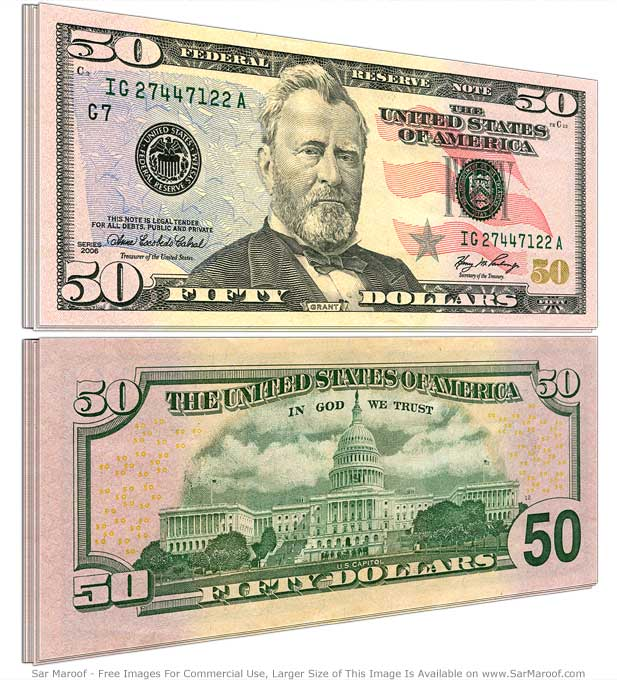
Grant apareix als bitllets de 50 dòlars des de 1913

Hi ha diversos memorials en honor de Grant. A part del seu mausoleu, el General Grant National Memorial a Nova York, hi ha el Memorial Ulysses S. Grant als peus del Capitol Hall, a Washington, D. C., l'Ulysses S. Grant National Historic Site prop de St. Louis, i altres monuments a Ohio i Illinois. Hi ha memorials més petits al Lincoln Park de Chicago i al Fairmount Park de Filadèlfia. Anonemats així en honor de Grant, hi ha la població Grant Park, així com diversos comtats als estats de l'Oest i de l'Oest Mitjà dels Estats Units. El 3 de juny de 1891, una estàtua de bronze de Grant, creada per l'escultor danès Johannes Gelert i encarregada per l'editor H. H. Kohlsaat, va ser dedicada a Grant a Galena, Illinois. Entre 1890 i 1940, una part del que ara és el Kings Canyon National Park va ser anomenat General Grant National Park, anomenat així per la sequoia General Grant. Grant ha aparegut a la part frontal del bitllet de 50 dòlars dels Estats Units des de 1913 i també apareix a diferents segells.
El maig de 2012, la Fundació Ulysses S. Grant, en el 50è aniversari de la institució, va escollir la Universitat Estatal de Mississippí com la ubicació permanent per a la biblioteca presidencial d'Ulysses S. Grant. L'historiador John Y. Simon va editar les cartes de Grant en una edició acadèmica de 32 volums publicada per la Southern Illinois University Press.